# Huracán Katrina
El huracán Katrina fue uno de los más destructivos y el que causó más víctimas mortales de la temporada de huracanes en el Atlántico de 2005. Se trata del huracán que ha provocado más daños económicos, así como uno de los cinco huracanes más mortíferos, de la historia de Estados Unidos.  Asimismo, el huracán Katrina es el sexto más intenso de todos los huracanes del Atlántico registrados. Al menos dos mil personas fallecieron debido al propio huracán o las consiguientes inundaciones, convirtiéndose en el huracán más mortífero en Estados Unidos desde el huracán San Felipe II, de 1928; la cifra total de daños materiales se estimó en un principio en 125 000 millones de dólares (2005 USD), el cuádruple que la de los desperfectos causados por el huracán Andrew en 1992.
El 23 de agosto de 2005 el huracán Katrina se formó sobre las Bahamas y cruzó el sur de Florida como un huracán de categoría 1 moderado, causando algunas muertes e inundaciones antes de fortalecerse rápidamente en el golfo de México. Tras haber alcanzado la categoría 5, la tormenta se debilitó antes de tocar tierra por segunda vez como un huracán de categoría 3 el 29 de agosto en el sudeste de Luisiana. El huracán Katrina devastó las costas del golfo desde Florida a Texas debido a su intensificación. El mayor número de muertes se registró en Nueva Orleans, que quedó inundada porque su sistema de diques falló, colapsándose muchos de ellos varias horas después de que el huracán hubiese continuado tierra adentro. El 80 % de la ciudad así como grandes superficies de parroquias colindantes quedaron anegadas, manteniéndose así durante semanas. Sin embargo, los daños materiales más importantes se produjeron en áreas costeras, como la inundación en cuestión de horas de todas las ciudades costeras de Misisipi, el arrastre de numerosos barcos y casinos flotantes a tierra firme, lo que provocó su choque con edificios, alcanzando las olas distancias de 10 a 19 km tierra adentro desde la costa.
El fallo de las protecciones de Nueva Orleans es considerado como el mayor desastre de ingeniería civil de la historia de Estados Unidos y dio lugar a una demanda contra el Cuerpo de Ingenieros del Ejército de los Estados Unidos, que diseñó y construyó el sistema de diques, en virtud de la Flood Control Act de 1965. El Cuerpo de Ingenieros fue encontrado responsable del fallo de los diques y de las inundaciones por el juez Stanwood Duval en enero de 2008, pero al tratarse de una agencia federal no pudo ser declarada responsable económica debido a la inmunidad establecida por la Flood Control Act de 1928. Del mismo modo, se llevó a cabo una investigación sobre la actuación de los gobiernos federal, estatal y local, lo que desembocó en la dimisión de Michael D. Brown, director de la Agencia Federal para la Gestión de Emergencias (FEMA, por sus siglas inglés), y de Eddie Compass, superintendente del Departamento de Policía de Nueva Orleans.
Varias agencias como la Guardia Costera de Estados Unidos, el Centro Nacional de Huracanes (CNH) y el Servicio Meteorológico Nacional fueron elogiados por su actuación, para la cual contaron con precisas previsiones meteorológicas con suficiente tiempo de antelación. Sin embargo, incluso los más insistentes avisos por parte de oficiales de distintos cuerpos a los habitantes para evacuar la zona antes de que llegara el huracán no reflejaban la posibilidad de que los diques pudieran ceder.
El 4 de enero de 2023, el Centro Nacional de Huracanes (NHC) actualizó los datos de víctimas mortales de Katrina basándose en un informe de Rappaport (2014) que redujo el número de un estimado de 1.833 a 1.392 fallecidos.

## Historia meteorológica
El huracán Katrina fue la duodécima tormenta tropical que se formó en la temporada de huracanes de 2005 al sudeste del archipiélago de las Bahamas el 23 de agosto, como resultado de la confluencia de una onda tropical y de la depresión tropical Diez. Este sistema comenzó como sistema nombrado depresión tropical Doce y alcanzó el estatus de tormenta tropical en la mañana del 24 de agosto, momento en el cual recibió el nombre de Katrina. 
Esta tormenta continuó en dirección hacia Florida y se convirtió en huracán solamente dos horas antes de que tocara tierra entre Hallandale Beach y Aventura en la mañana del 25 de agosto. La tormenta se debilitó al adentrarse en tierra firme, pero recuperó el estatus de huracán alrededor de una hora después de haber entrado en el golfo de México.
| Huracanes más intensos del Océano Atlántico | Huracanes más intensos del Océano Atlántico | Huracanes más intensos del Océano Atlántico | Huracanes más intensos del Océano Atlántico | Huracanes más intensos del Océano Atlántico | Huracanes más intensos del Océano Atlántico |
| Rank                                        | Huracán                                     | Año                                         | Presión                                     | Presión                                     |                                             |
| Rank                                        | Huracán                                     | Año                                         | hPa                                         | inHg                                        |                                             |
| ------------------------------------------- | ------------------------------------------- | ------------------------------------------- | ------------------------------------------- | ------------------------------------------- | ------------------------------------------- |
| 1                                           | Wilma                                       | 2005                                        | 882                                         | 26.05                                       |                                             |
| 2                                           | Gilbert                                     | 1988                                        | 888                                         | 26.23                                       |                                             |
| 3                                           | "Día de Trabajo"                            | 1935                                        | 892                                         | 26.34                                       |                                             |
| 4                                           | Rita                                        | 2005                                        | 895                                         | 26.43                                       |                                             |
| 4                                           | Milton                                      | 2024                                        | 895                                         | 26.43                                       |                                             |
| 6                                           | Allen                                       | 1980                                        | 899                                         | 26.55                                       |                                             |
| 7                                           | Camille                                     | 1969                                        | 900                                         | 26.58                                       |                                             |
| 8                                           | Katrina                                     | 2005                                        | 902                                         | 26.64                                       |                                             |
| 9                                           | Mitch                                       | 1998                                        | 905                                         | 26.73                                       |                                             |
| 9                                           | Dean                                        | 2007                                        | 905                                         | 26.73                                       |                                             |
| Fuente: HURDAT                              |                                             |                                             |                                             |                                             |                                             |

El 27 de agosto la tormenta alcanzó la categoría 3 de la escala de huracanes de Saffir-Simpson, convirtiéndose en el tercer gran huracán de la temporada.  Un ciclo de reemplazo de la pared del ojo perturbó la intensificación de la tormenta, pero provocó que esta prácticamente doblara su tamaño. El huracán Katrina volvió a intensificarse rápidamente y alcanzó la categoría 5 en la mañana del 28 de agosto, así como su pico de intensidad a la 1:00 UTC-5 de ese mismo día, con ráfagas de 280 km/h y una presión de 902 milibares.
De este modo, el huracán Katrina se convirtió en el cuarto más intenso de los registrados en el Atlántico hasta entonces, superado posteriormente únicamente por los huracanes Rita y Wilma más tarde en la misma temporada; también fue el huracán más intenso registrado en el golfo de México hasta entonces, aunque este récord sería sobrepasado más tarde por el huracán Rita. La tormenta se intensificó, pues, velozmente, pasando de ser un huracán de categoría 3 a un huracán de categoría 5 en tan solo un día. Este rápido recrudecimiento se debió al paso de la tormenta sobre las "inusualmente calientes" aguas de la corriente de Lazo, que incrementaron la velocidad del viento.
Katrina tocó tierra por segunda vez a las 6:10 UTC-5 del 29 de agosto como un huracán de categoría 3 con vientos de 205 km/h cerca de Buras (Luisiana). Al recalar en tierra firme, los vientos huracanados se extendían hasta a 190 km del centro de la tormenta, punto en el cual la presión era de 920 mbar. Tras atravesar el sudeste de Luisiana y el seno de Breton, el huracán tocó tierra por tercera vez cerca de la frontera entre Luisiana y Misisipi con vientos de 195 km/h y siendo todavía de categoría 3. El Katrina mantuvo su estatus de huracán en su paso por Misisipi, perdiéndolo finalmente más de 240 km tierra adentro cerca de Meridian (Misisipi). Fue degradado a una depresión tropical cerca de Clarksville (Tennessee), pero sus retazos pudieron distinguirse por última vez al este de la región de los Grandes Lagos el 31 de agosto, cuando fue finalmente absorbido por un frente frío. La tormenta extratropical resultante se dirigió rápidamente hacia el noreste y afectó al este de Canadá.

## Prevención

### Gobierno federal

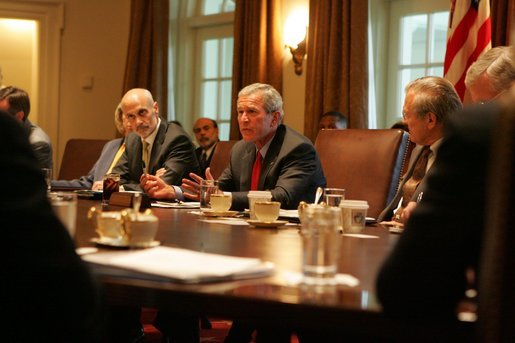
Rodeado por Michael Chertoff, secretario de Seguridad Nacional, y por el secretario de Defensa Donald Rumsfeld, el presidente George W. Bush se reúne el 31 de agosto de 2005 con miembros de la fuerza operacional de la Casa Blanca para tratar sobre la recuperación de los daños causados por el huracán Katrina, en la Cabinet Room de la Casa Blanca.

En la mañana del 26 de agosto, a las 10:00 UTC-5, el huracán Katrina alcanzó la categoría 3 en el golfo de México. Posteriormente, por la tarde, el CNH se percató de que el Katrina terminaría dirigiéndose hacia el saliente de Florida y revisó la trayectoria prevista para la tormenta. El CNH emitió un aviso de huracanes para el sureste de Luisiana, incluyendo el área de Nueva Orleans, a las 10:00 UTC-5 del 27 de agosto. Esa misma tarde, el NHC amplió el aviso al litoral de Misisipi y Alabama, así como a la costa de Luisiana hasta Intracoastal City.
La Guardia Costera de Estados Unidos empezó a apostar sus efectivos alrededor de la zona de impacto prevista y activó a sus reservistas. El 27 de agosto, trasladó a su personal fuera de la región de Nueva Orleans antes de que se ordenase evacuarla. Varias aeronaves del centro de entrenamiento aéreo de Mobile (Alabama) llevaron a cabo operaciones de rescate desde Texas a Florida. El tráfico aéreo volvió al golfo de México hacia la tarde del 29 de agosto. Muchas aeronaves, cuyas tripulaciones habían perdido en gran parte sus hogares durante el huracán, comenzaron aun así con rescates de forma continuada en Nueva Orleans y a lo largo de los litorales de Misisipi y Alabama.
El presidente de Estados Unidos George W. Bush declaró el estado de emergencia en ciertas regiones de Luisiana, Alabama y Misisipi el 27 de agosto, dos días antes de que el huracán tocara tierra. Esa misma tarde, el CNH reclasificó la situación emitiendo una alerta de huracanes para el tramo costero entre Morgan City (Luisiana) y la frontera entre Alabama y Florida, doce horas después de que el primer aviso hubiese sido emitido, así como una alerta por tormenta tropical para el saliente de Florida.
Durante varias videoconferencias realizadas los días 28 y 29 de agosto con el presidente presente, el director del CNH, Max Mayfield, expresó su temor de que el Katrina pudiera tener unos efectos nefastos sobre los diques de Nueva Orleans. En una de las videoconferencias afirmó: "no creo que nadie pueda decirle con total seguridad ahora mismo si los diques colapsarán o no, pero se trata obviamente de una posibilidad muy, muy preocupante".
El 28 de agosto, cuando se vio cuál era el verdadero tamaño del Katrina, el CNH extendió la alerta por tormenta tropical a la mayor parte de la costa de Luisiana y a una parte aún mayor del saliente de Florida. La oficina de Nueva Orleans/Baton Rouge del Servicio Meteorológico Nacional emitió un boletín advirtiendo de que dicha área quedaría "inhabitable durante semanas" tras un "daño devastador" causado por el Katrina, que en aquel momento avanzaba con la misma intensidad con la que lo hizo el huracán Camille. El 28 de agosto, el presidente Bush habló con la gobernadora Blanco para recomendarle ordenar la evacuación obligatoria de Nueva Orleans.
Las evacuaciones voluntarias y obligatorias se realizaron en amplias zonas de sureste de Luisiana, así como en la costa de Misisipi y Alabama. Alrededor de 1,2 millones de habitantes de la costa del golfo fueron evacuados, además de gran parte de la población de Nueva Orleans.

### Costa del golfo

Imagen radar del huracán Katrina poco antes de tocar tierra en Luisiana.

El 26 de agosto, el estado de Misisipi activó a su Guardia Nacional en el marco de las acciones preventivas de cara a la llegada de la tormenta. Asimismo, el gobierno estatal puso en marcha el Centro de Operaciones de Emergencia al día siguiente, y las corporaciones locales empezaron a emitir órdenes de evacuación. Hacia las 18:00 UCT-5 del 28 de agosto, hicieron lo propio dieciocho condados y once ciudades; a la mañana siguiente la cifra había escalado a los 41 condados y 61 ciudades. Además, se organizaron 57 campamentos de refugiados en las comunidades costeras, con la posibilidad de poner en funcionamiento otros 31 más si fuera necesario. El plan de evacuación de Luisiana ordenó a las localidades situadas a lo largo y cerca de la costa a llevar a cabo la evacuación en tres fases, empezando con la primera fase (que afectaba a la primera línea de costa) cincuenta horas antes de que llegaran los vientos de la tormenta tropical. La población de las zonas incluidas en la segunda fase fue evacuada cuarenta horas antes, mientras que la de las áreas pertenecientes a la tercera fase (incluyendo Nueva Orleans) lo fue con treinta horas de antelación.
Varias instituciones privadas para el cuidado de dependientes, que esperaban disponer de la asistencia de autobuses y ambulancias, no pudieron ser evacuadas porque habían esperado demasiado tiempo. El apéndice 1C del plan del Centro de Operaciones de Emergencia de Luisiana (Parte II, sección II, párrafo D) ordena en tales casos usar autobuses escolares y de otros servicios públicos para las evacuaciones. Sin embargo, aunque sí que había autobuses para poder trasladar a personas en tal situación, no había suficientes conductores de autobuses para conducirlos dado que la gobernadora Blanco no firmó una dispensa de emergencia que permitiera a cualquier conductor con licencia transportar evacuados en autobuses escolares,  aunque, como posteriormente recogió la prensa, hubo personas que desoyeron esta prohibición. Algunas estimaciones afirmaron que en torno al 80 % de los 1,3 millones de habitantes del área metropolitana de Nueva Orleans habían sido evacuados, quedándose en la ciudad menos gente de la que lo hizo tras la evacuación llevada a cabo por el huracán Iván.
Hacia el 28 de agosto, la mayoría de las infraestructuras de la costa del golfo habían sido cerradas, incluyendo toda la red ferroviaria en las zonas evacuadas de Canadian National Railway y de Amtrak, así como la planta de energía nuclear Waterford. El CNH mantuvo las alertas para la costa hasta la tarde del 29 de agosto, cuando el huracán Katrina ya estaba sobre el centro de Misisipi.

### Nueva Orleans
Hacia el 26 de agosto, la posibilidad de que tuviera lugar una catástrofe sin precedentes ya se tomaba en consideración. Muchos de los modelos informáticos desplazaron la trayectoria potencial del Katrina 240 km hacia el oeste del saliente de Florida, lo que ponía a Nueva Orleans justo en el centro de las distintas probables trayectorias; la posibilidad de que el huracán afectase de forma directa a la ciudad era entonces del 17 %, aunque el 28 de agosto dicho porcentaje ya había aumentado hasta el 29 %. Este escenario suponía una eventual catástrofe, puesto que algunas partes de Nueva Orleans y de su área metropolitana están por debajo del nivel del mar. Desde que se dio la previsión de que la marejada ciclónica causada por la tormenta alcanzaría los 8,5 metros, los servicios de emergencia de Nueva Orleans temían que los diques que protegían la ciudad cedieran y causaran importantes inundaciones.

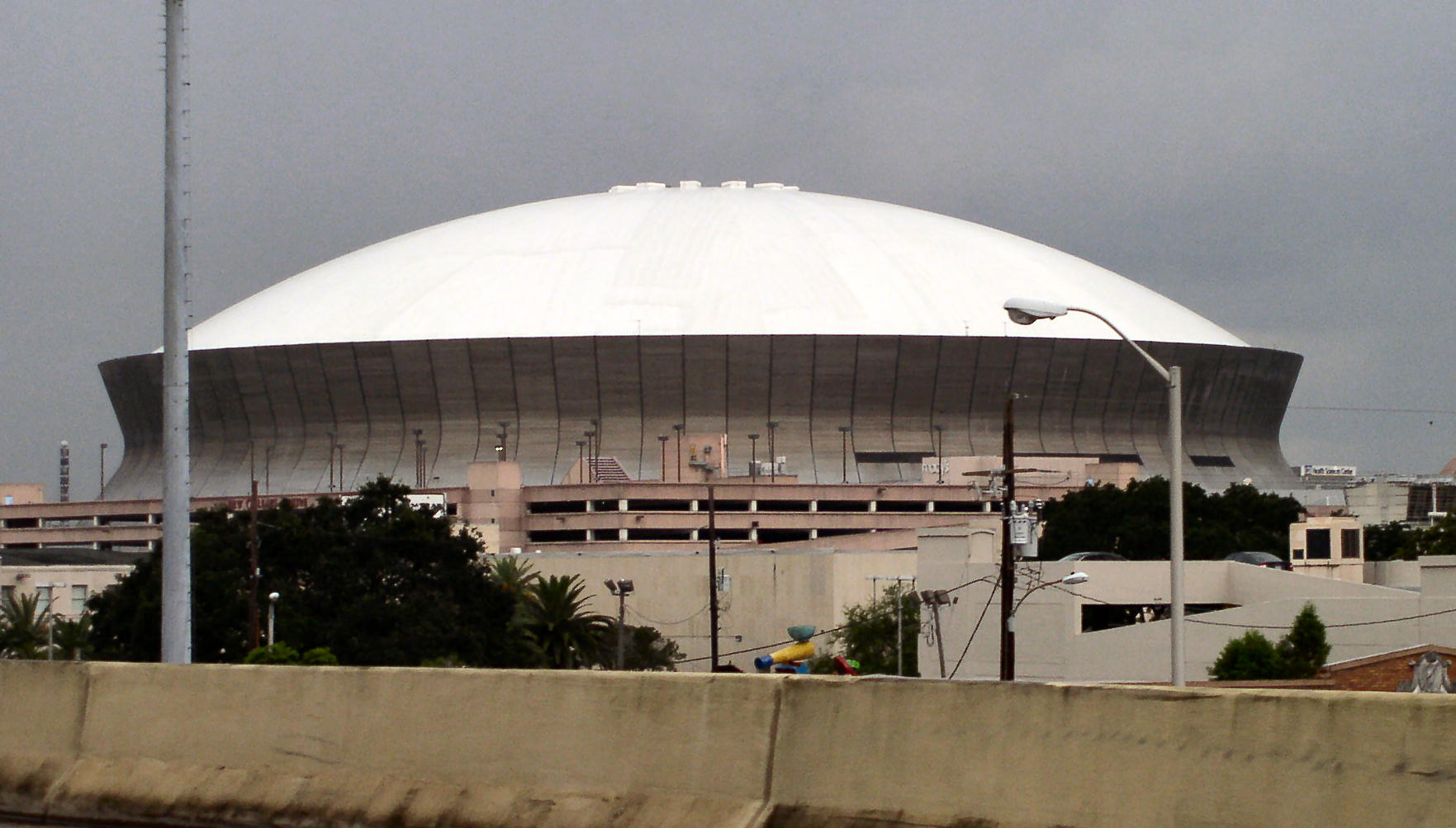
Louisiana Superdome en 2004.

En una conferencia de prensa celebrada a las 10:00 UTC-5 del 28 de agosto, poco después de que el Katrina hubiese sido calificado como un huracán de categoría 5, el entonces alcalde de Nueva Orleans Ray Nagin ordenó la primera evacuación obligatoria de la ciudad, calificando al Katrina como "una tormenta que muchos hemos largamente temido". El gobierno de la ciudad también organizó varios "refugios de último recurso" para ciudadanos que no pudieran abandonar la ciudad, entre los cuales se encontraba la Louisiana Superdome,  donde se albergó aproximadamente a 26 000 personas, a quienes proveyeron con comida y agua durante varios días desde que el huracán toco tierra.

### Florida
Muchos de los habitantes del sur de Florida no eran conscientes de la intensificación que había vivido el Katrina en un día (de tormenta tropical a huracán) cuando recaló en dicha zona cerca de la frontera de los condados de Miami-Dade y Broward, más concretamente entre las ciudades de Aventura (Miami-Dade) y Hallandale (Broward), el 25 de agosto de 2005. Sin embargo, las previsiones del Centro Nacional de Huracanes (CNH) ya habían advertido de que el Katrina se intensificaría antes de tocar tierra, y los avisos y alertas por huracanes se emitieron 31 horas y media y 19 horas y media, respectivamente, antes de la llegada del Katrina (solo ligeramente más tarde de los umbrales fijados en 36 y 24 horas).
El gobernador de Florida, Jeb Bush, declaró el estado de emergencia el 25 de agosto. Se abrieron centros de refugiados y se cerraron las escuelas públicas en varios condados del sur del estado. También se emitieron varias órdenes de evacuación, la mayoría de ellas voluntarias, aunque sí que fue obligatoria la evacuación de las casas vulnerables del condado de Martín.

## Impacto
| Alabama       | 2    |
| Florida       | 14   |
| Georgia       | 2    |
| Luisiana      | 1577 |
| Misisipi      | 238  |
| Total         | 1833 |
| Desaparecidos | 135  |

El 29 de agosto, el Katrina provocó 53 diferentes brechas en los diques de Nueva Orleans, anegando el 80 % de la ciudad. Un informe de junio de 2007 realizado por la Sociedad Estadounidense de Ingenieros Civiles indicó que dos terceras partes de las inundaciones tenían como causa los múltiples fallos de los muros de contención. La tormenta también devastó las costas de Misisipi y Alabama, convirtiendo al Katrina en el desastre natural más destructivo y que provocó mayores daños económicos de la historia de Estados Unidos, además del más mortífero desde el huracán San Felipe II de 1928. El CNH estimó en un principio el total de daños causados por el Katrina en unos 81,2 mil millones (2005 USD), aunque finalmente la cifra terminaría sobrepasando los cien millardos.
El total de fallecidos (directos e indirectos) asciende a 1833, principalmente de Luisiana (1577) y Misisipi (238). Sin embargo, 135 personas siguen consideradas como desaparecidos en Luisiana.
La declaración federal de zona catastrófica se extendió sobre 233 000 km² de los Estados Unidos, un área equivalente al Reino Unido. El huracán dejó a más de un millón de personas de tres estados sin electricidad. El 3 de septiembre de 2005, el secretario de Seguridad Nacional, Michael Chertoff, describió las secuelas del huracán Katrina como "probablemente la peor catástrofe o conjunto de catástrofes" en la historia de Estados Unidos, refiriéndose tanto al propio huracán como a la inundación de Nueva Orleans. Incluso en 2010, todavía se acumulaban escombros en algunas zonas costeras.

### Sur de Florida y Cuba

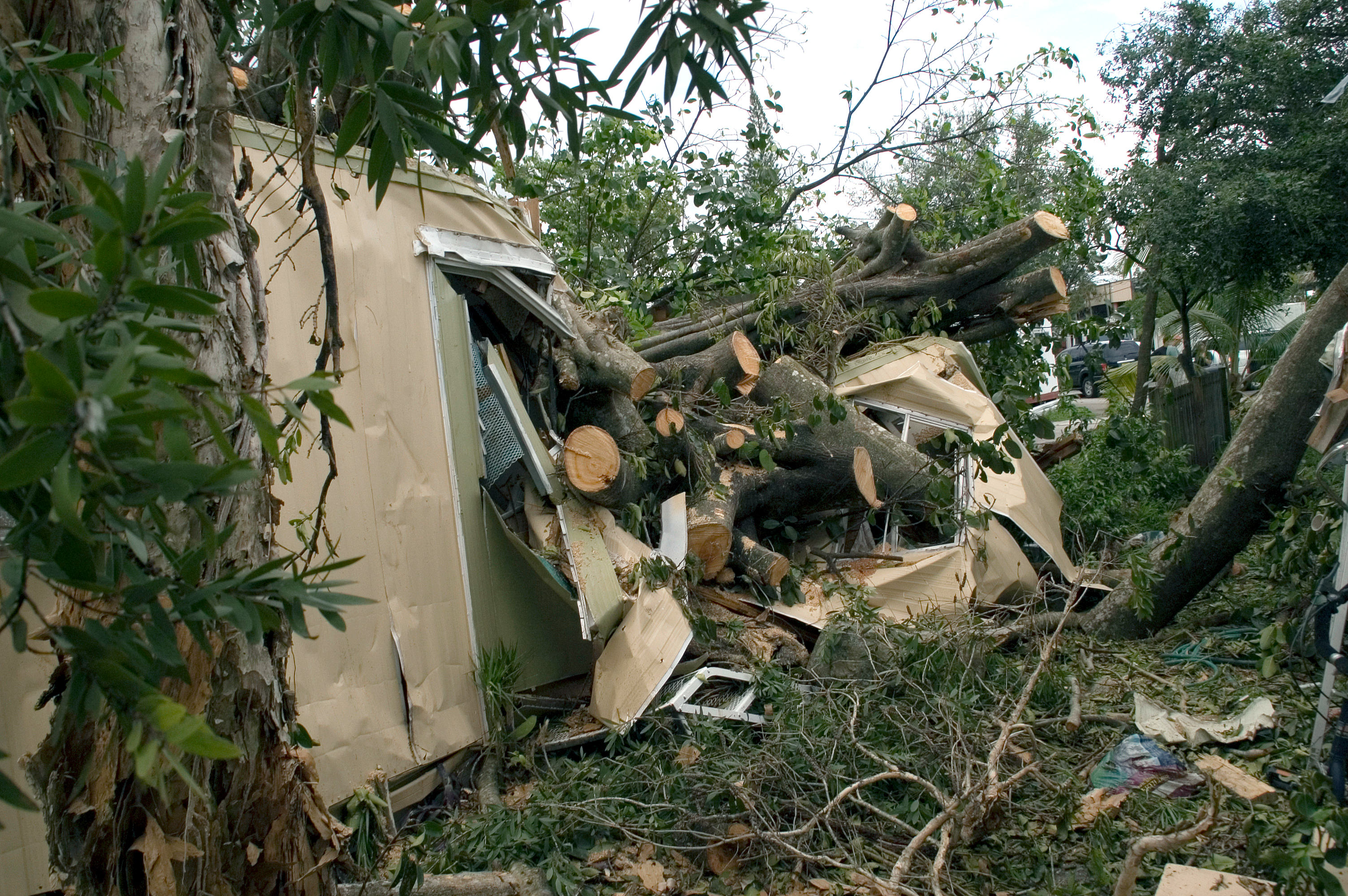
Casa prefabricada destruida por el huracán Katrina a su paso por Davie (Florida).

El huracán Katrina tocó tierra por primera vez el 25 de agosto de 2005 en el sur de Florida cuando era todavía un huracán de categoría 1 con vientos de 180 km/h. Hubo importantes precipitaciones en ciertas zonas (en Homestead se pasó de los 350 mm) y se registró una marejada ciclónica de 1,5 metros en el condado de Monroe. Más de un millón de personas quedaron sin electricidad y el total de daños económicos en Florida se estimó en entre uno o dos millardos de dólares, debiéndose en su mayor parte a inundaciones y árboles caídos. En Florida se registraron catorce fallecimientos como consecuencia del huracán Katrina.
La mayoría de los cayos de Florida se vieron afectados por vientos propios de tormentas tropicales causados por el Katrina cuando el centro de la tormenta pasó al norte suyo, registrándose vientos huracanados en Dry Tortugas. También hubo importantes precipitaciones en las islas, con 250 mm en cayo Hueso. El 26 de agosto, un tornado F1 se formó a partir de ecos de lluvia del Katrina y afectó a Marathon. El tornado dañó un hangar del aeropuerto de Marathon y causó unos daños materiales estimados en cinco millones de dólares.
A pesar de que el huracán Katrina pasó bastante al norte de Cuba, el 29 de agosto causó vientos propios de tormenta tropical y precipitaciones de más de 200 mm en la parte occidental de la isla. Las líneas de teléfono y de electricidad quedaron dañadas y cerca de 8000 personas fueron evacuadas de la provincia de Pinar del Río. De acuerdo con las informaciones dadas por la televisión cubana la ciudad costera de Batabanó quedó anegada en un 90 %.

### Luisiana

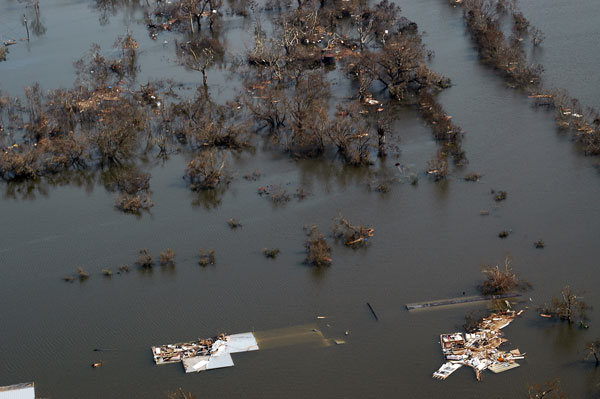
Inundaciones en Venice (Luisiana).

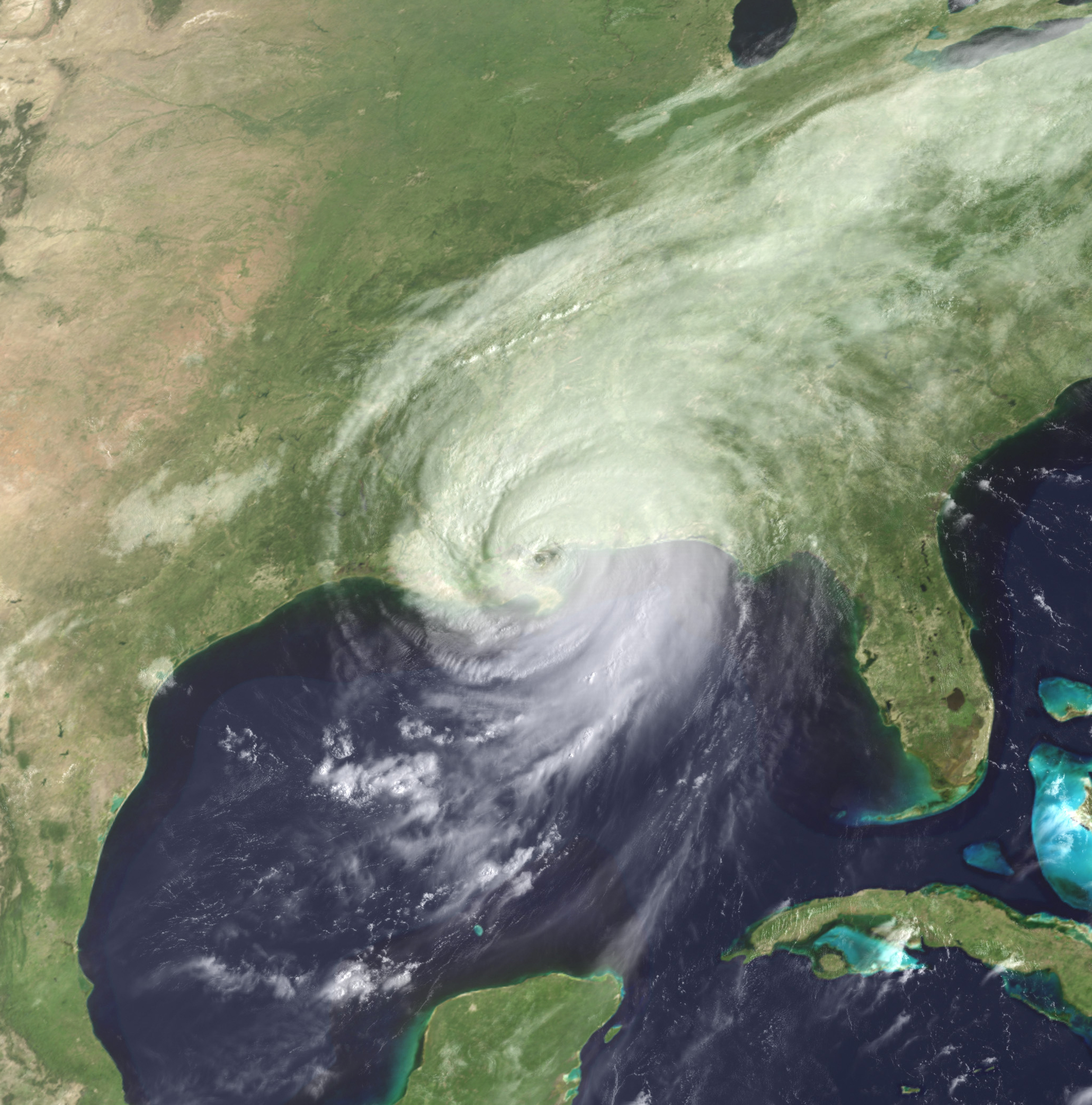
El huracán Katrina recalando en Nueva Orleans.

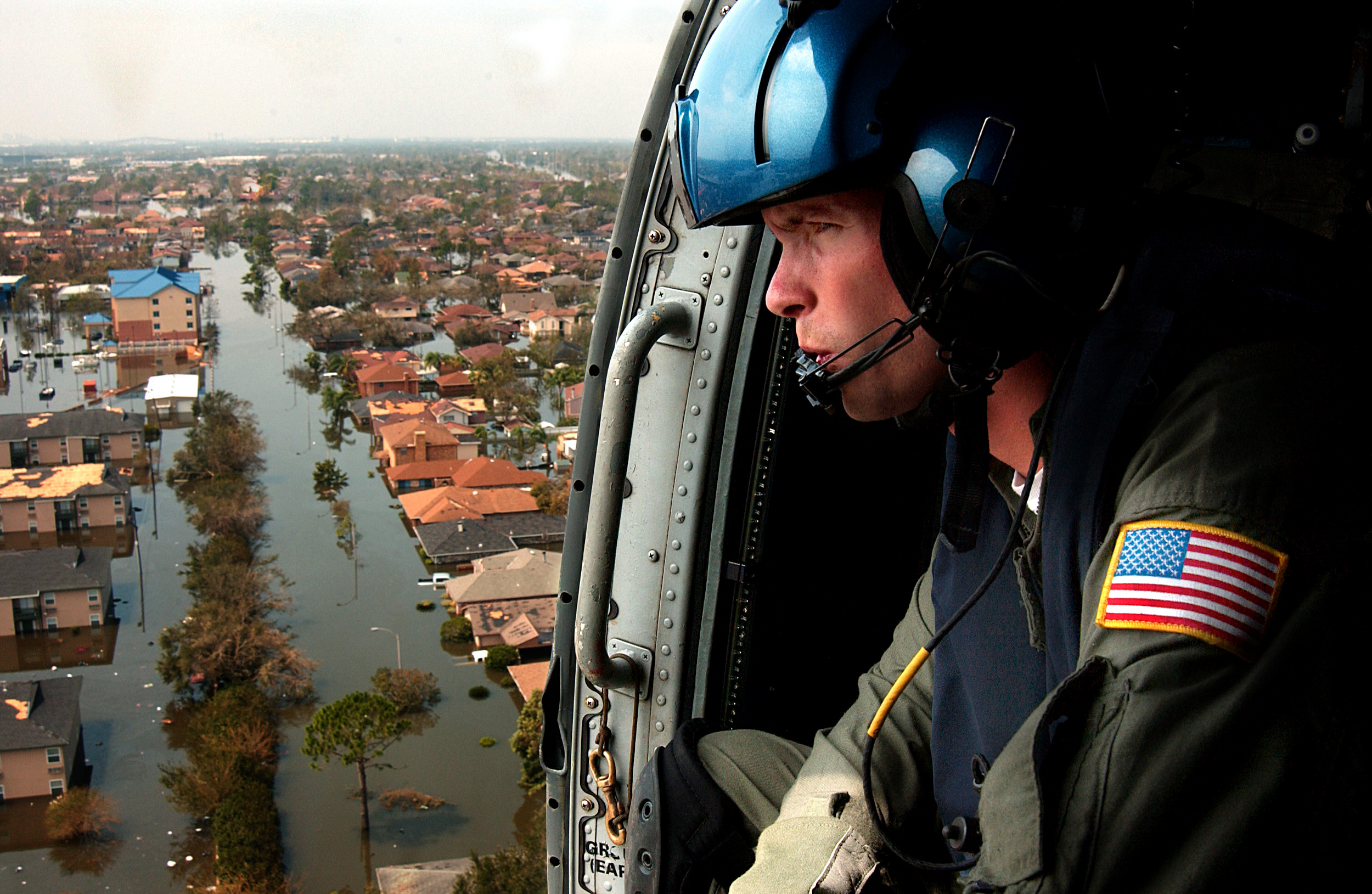
Un guardacostas busca supervivientes en Nueva Orleans tras el paso del Katrina.

El 29 de agosto el huracán Katrina recaló cerca de Buras con vientos de 205 km/h y como huracán de categoría 3. Sin embargo, aunque fue degradado a esta categoría dos horas antes de tocar tierra, es importante precisar que es posible que el sudeste de Luisiana se viese afectado por ráfagas de viento propias de huracanes de categoría 4. Aunque la marejada ciclónica que se produjo en Misisipi fue más importante, también tuvo lugar una muy significativa en la costa de Luisiana. La altura de esta no se conoce con precisión, pero el mareómetro de la parroquia de Plaquemines recogió un exceso sobre el nivel de la marea de 4,3 m y se registró una marejada ciclónica de 3 m en Grand Isle. El huracán Katrina tocó finalmente tierra cerca de la desembocadura del río Pearl, pasando su ojo entre la parroquia de St. Tammany y el condado de Hancock (Misisipi), en la mañana del 29 de agosto.
El huracán Katrina también descargó fuertes precipitaciones, de modo que se recogieron 200-250 mm en el este de Luisiana, especialmente en el área de Slidell. En ciertas zonas se llegaron a recoger hasta 380 mm. Como resultado de estas precipitaciones, subió el nivel del lago Pontchartrain, lo que provocó importantes inundaciones a lo largo de su orilla septentrional que afectaron a las localidades situadas entre Slidell y Mandeville. Varios puentes fueron destruidos, incluyendo el puente I-10 Twin Span, que unía Slidell y Nueva Orleans. Casi 900 000 habitantes de Luisiana se quedaron sin electricidad como consecuencia del Katrina.
La marejada ciclónica causada por el Katrina inundó varias parroquias bañadas por el lago Pontchartrain: St. Tammany, Tangipahoa, St. John the Baptist y St. Charles. La de la parroquia de St. Tammany constó de dos partes. La primera se produjo cuando aumentó el nivel de lago Pontchartrain, mientras que la segunda tuvo lugar cuando pasó el ojo del Katrina. La marejada ciclónica en el este de la parroquia de St. Tammany se estimó en unos 4,9 m, sin tener en cuenta en el efecto de las olas.
La parroquia de St. Bernard quedó también inundada debido a que la fuerte marejada ciclónica (de 5,4 m) sobrepasó los diques de contención. De acuerdo con el Departamento de Vivienda y Desarrollo Urbano de Estados Unidos, en esta parroquia quedaron dañadas el 81 % (20 229) de las casas. En la parroquia de St. Tammany la cifra fue del 70 % (48 792) y en Plaquemines del 80 % (7212). Además, el efecto combinado de los huracanes Katrina y Rita supuso la destrucción de 562 km² de humedales de Luisiana.

#### Nueva Orleans

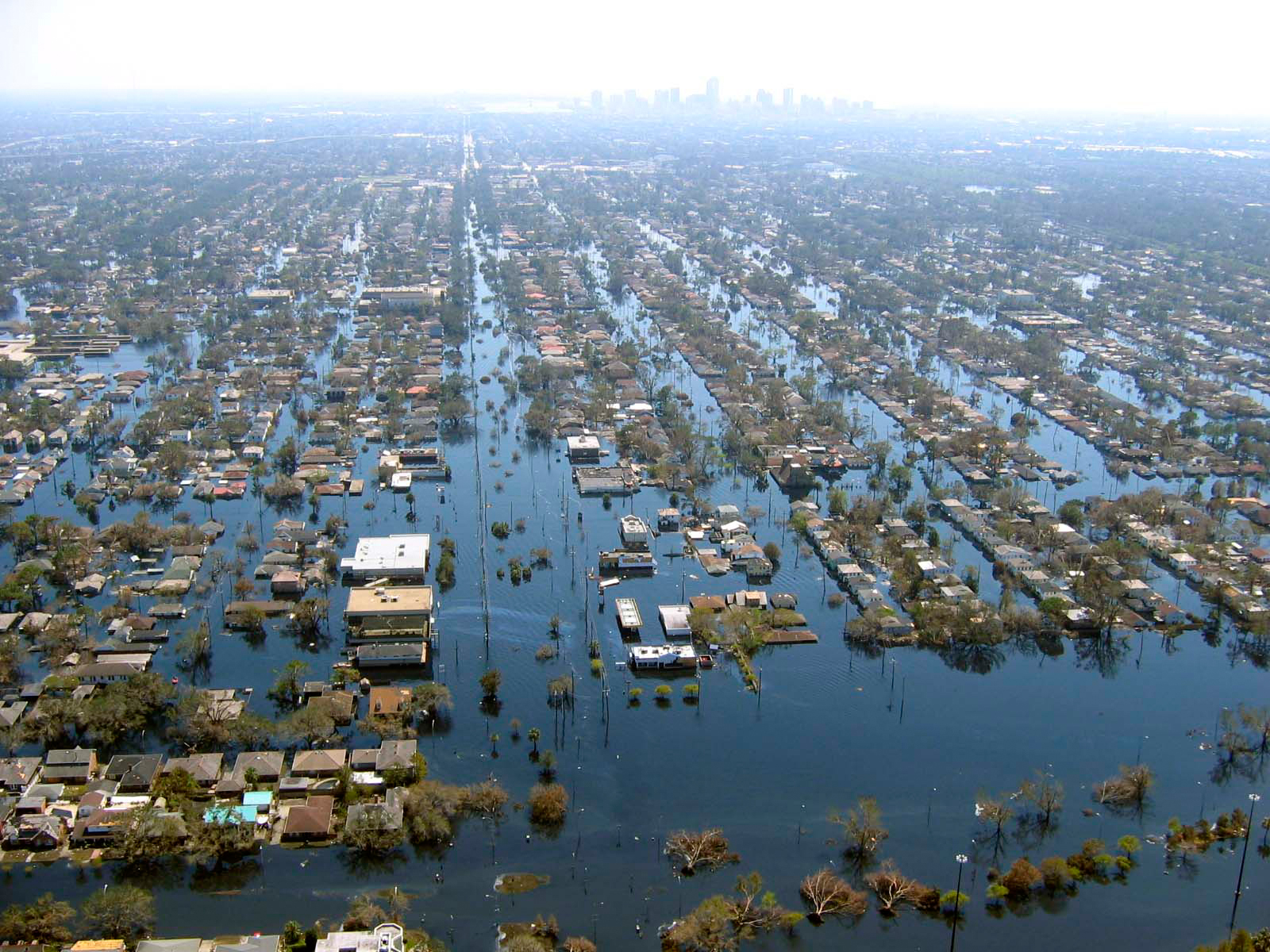
Vista de Nueva Orleans inundada tras el paso del huracán Katrina.

El huracán Katrina sometió a la ciudad de Nueva Orleans a vientos huracanados durante horas. Aunque los fallos en el sistema eléctrico impidieron realizar mediciones precisas de la velocidad de los vientos en la ciudad, sí que se pudieron identificar como vientos propios de huracanes. A partir de estos datos, el Centro Nacional de Huracanes concluyó que lo más probable era que Nueva Orleans hubiera experimentado vientos propios de un huracán de categoría 1 o 2.
La marejada ciclónica causada por el Katrina provocó 53 brechas en el sistema de diques que protegía Nueva Orleans, así como el fallo del dique del canal 40 Arpent. Casi todos los diques de la ciudad quedaron agrietados tras el paso del huracán justo al este de sus límites. En la colindante parroquia de St. Bernard también se agrietaron los diques del Mississippi River Gulf Outlet, lo que llevó a la anegación de gran parte del este de Nueva Orleans,  de la parroquia de St. Bernard y de parte de la parroquia de Plaquemines. Las mayores brechas se produjeron en los diques de los canales de 17th Street y London Avenue, así como en el Industrial Canal, lo que dejó aproximadamente al 80 % de la ciudad inundada.

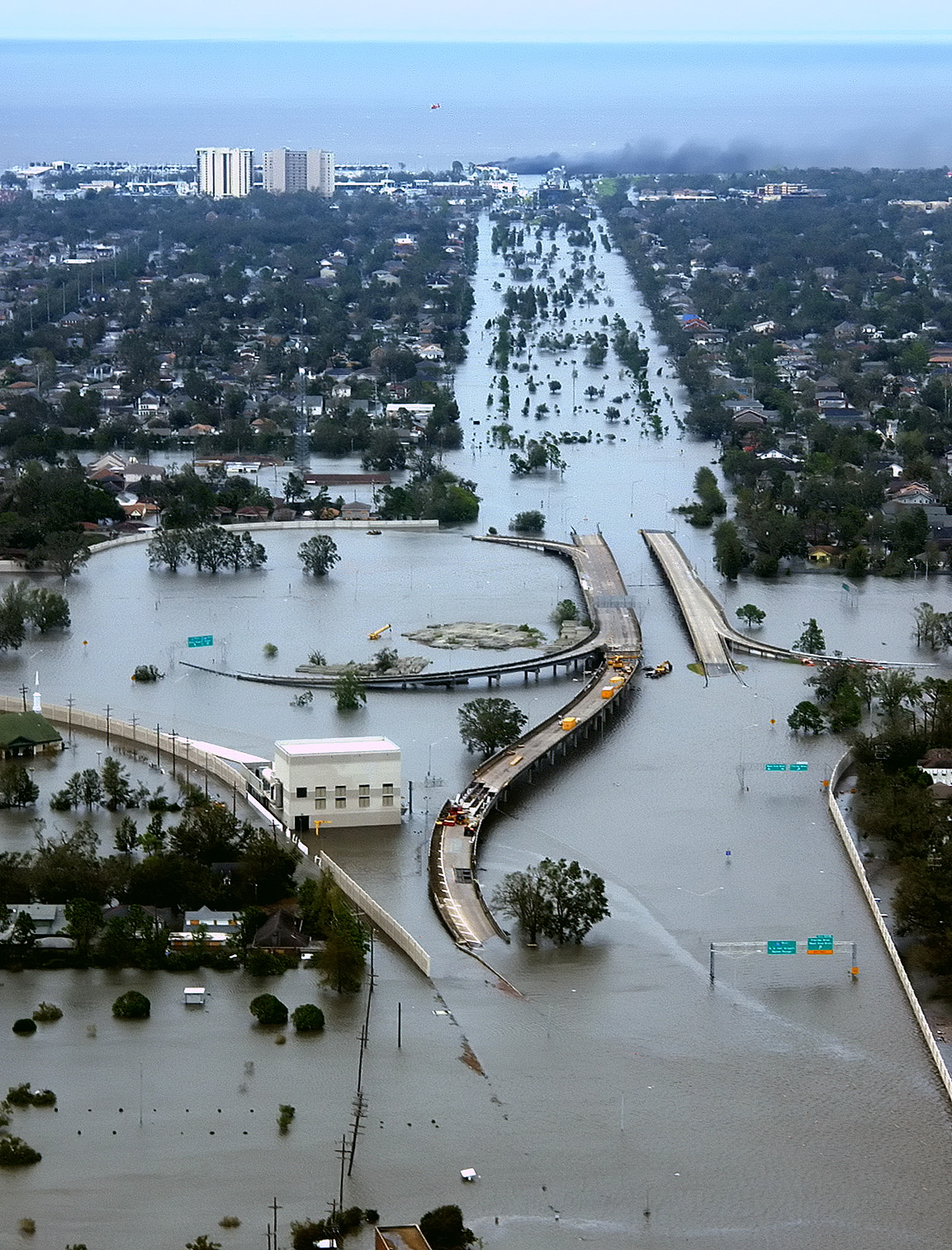
Imagen de Nueva Orleans anegada.

La mayoría de las vías de acceso y de salida de la ciudad sufrieron daños. La única carretera que permitía abandonar la ciudad fue la Crescent City Connection, ya que grandes partes del puente I-10 Twin Span habían colapsado y la calzada del lago Pontchartrain únicamente podía ser utilizada por la policía, el ejército o para tráfico de emergencia. El 29 de agosto se informó de que la mayoría de los ventanales de la cara norte del Hyatt Regency New Orleans, que fue el hotel que resultó más severamente dañado de la ciudad, habían sido arrancadas por el huracán Katrina y de que otros rascacielos también tenían importantes daños de características similares.
La Superdome, en la que se había refugiado un importante número de personas que no habían sido evacuadas, quedó significativamente dañada. Hubo peligro de desprendimiento de dos secciones del techo y la capa impermeable de la cúpula había sido prácticamente arrancada. El Aeropuerto Internacional Louis Armstrong fue cerrado durante la tormenta pero no se inundó. El 30 de agosto, se abrió para operaciones de rescate y de ayuda humanitaria. Los vuelos comerciales empezaron a operar de forma limitada a partir del 13 de septiembre y regularmente desde principios de octubre.
El fallo de los diques en Nueva Orleans también provocó un importante número de muertes. Algunos supervivientes y evacuados afirmaron ver cadáveres tirados por las calles de la ciudad o flotando en las zonas todavía inundadas, en especial al este de la ciudad. El avanzado estado de descomposición de muchos cuerpos, algunos de los cuales llevaban ya días al sol o en el agua cuando fueron recogidos, dificultó la identificación de muchos de los fallecidos.

### Misisipi
| Rank | Huracán | Año  | Daños totales  |
| ---- | ------- | ---- | -------------- |
| 1    | Katrina | 2005 | $125 billones  |
| 1    | Harvey  | 2017 | $125 billones  |
| 3    | Ian     | 2022 | $112 billones  |
| 4    | Maria   | 2017 | $90 billones   |
| 5    | Helene  | 2024 | $78.7 billones |
| 6    | Ida     | 2021 | $75 billones   |
| 7    | Sandy   | 2012 | $65 billones   |
| 8    | Irma    | 2017 | $52.1 billones |
| 9    | Milton  | 2024 | $34.3 billones |
| 10   | Ike     | 2008 | $30 billones   |

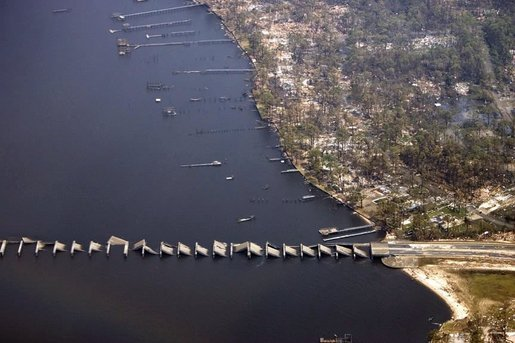
El puente entre Bay St. Louis y Pass Christian destruido tras el paso del Katrina.

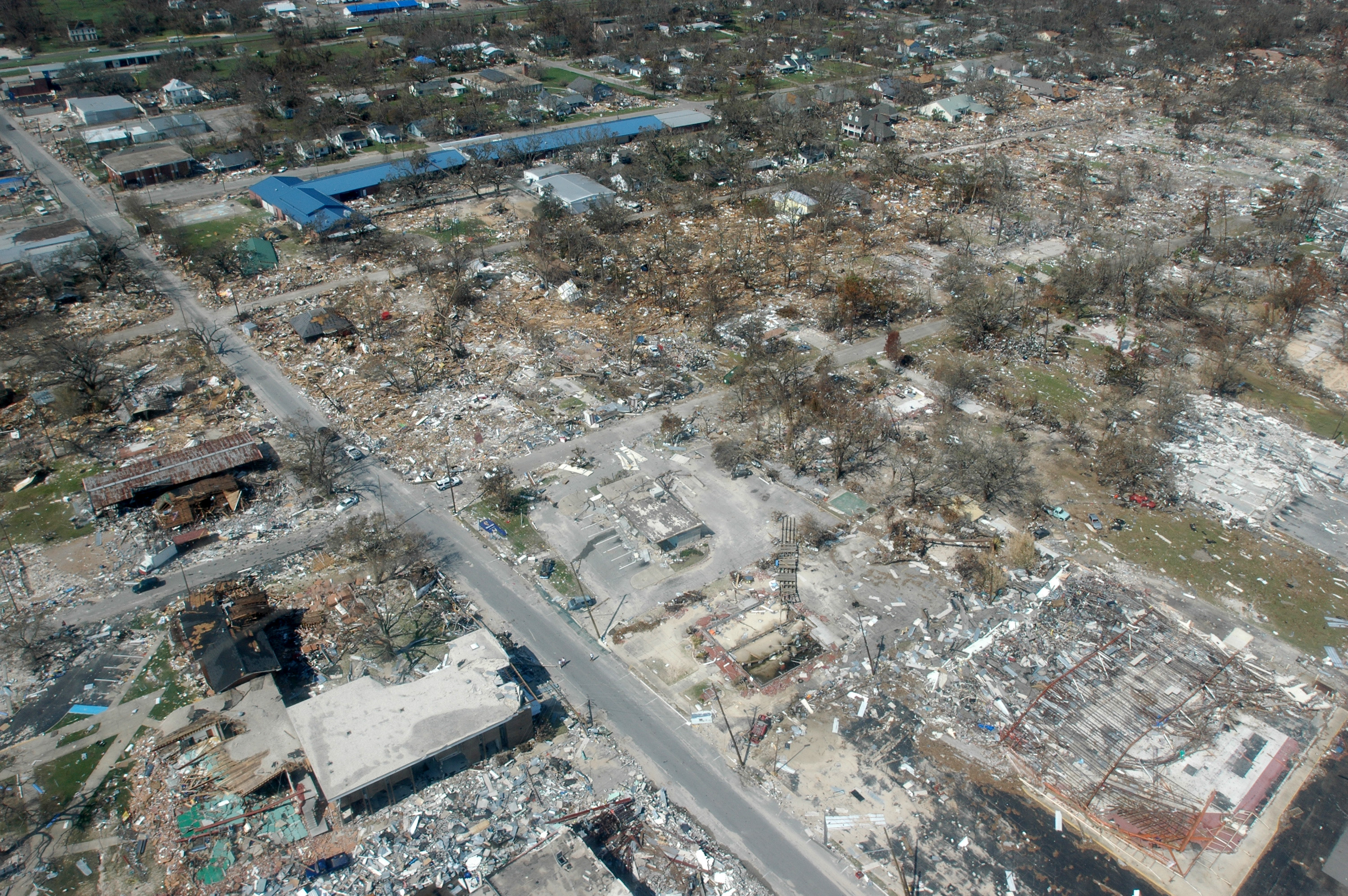
Daños en Long Beach (Misisipi).

El huracán Katrina causó daños masivos en su llegada a la costa de Misisipi el 29 de agosto, dejando 238 fallecidos, 67 desaparecidos y millardos de dólares en daños materiales: puentes, barcazas, botes, embarcaderos, casas y coches fueron arrastrados tierra adentro. El Katrina atravesó todo el estado, lo que llevó a que los 82 condados de Misisipi fueran declarados zonas catastróficas de ayuda federal, 47 de ellos también de asistencia completa.
Después de recalar brevemente en Luisiana, el Katrina tocó tierra de forma definitiva cerca de la frontera interestatal y el ojo del huracán pasó por encima de las ciudades de Bay St. Louis y Waveland como un huracán de categoría 3 con vientos de 195 km/h. El frente más agresivo del Katrina sobrepasó la costa del centro de Misisipi, donde dio lugar a una fuerte marejada ciclónica de 8,2 m, que penetró 10 km tierra adentro en muchas áreas y hasta 20 km en bahías y ríos; en algunas zonas, la marejada alcanzó a la Interestatal 10 a lo largo de varios kilómetros. Los vientos del Katrina causaron importantes daños en todo el estado, registrándose la ráfaga más intensa (217 km/h) en Poplarville, en el condado de Pearl River.
La tormenta también supuso fuertes precipitaciones, recogiéndose 200-250 mm en el sudoeste de Misisipi y más de 100 mm en el resto del estado. El Katrina dio lugar a once tornados en Misisipi el 29 de agosto, que afectaron tanto a la vegetación como a las líneas eléctricas.
Los vientos, las lluvias y la marejada ciclónica devastaron las localidades costeras. En estimaciones preliminares se calculó que el 90 % de las estructuras situadas hasta a 1,6 km de la costa habían quedado completamente destruidas y que las marejadas arrastraron a muchas de ellas hasta 10 km tierra adentro. Más de la mitad de los trece casinos del estado, que eran barcazas flotantes para poder cumplir con las leyes del juego de Misisipi, fueron llevadas cientos de metros tierra adentro por las olas. Los tres condados costeros del estado se vieron severamente afectados por la tormenta. La marejada originada por el Katrina fue la más extensa, así como la más alta, registrada en la historia de los Estados Unidos; grandes zonas, además las más pobladas, de los condados de Hancock, Harrison y Jackson quedaron anegadas como consecuencia de la marejada.
En la ruta 90 a su paso por la costa de Misisipi, dos grandes puentes fueron completamente destruidos: el puente de Bay St. Louis-Pass Christian y el puente Biloxi-Ocean Springs. También sufrió daños el puente de la Interestatal 10 sobre el estuario del río Pascagoula. Por otro lado, más de 900 000 habitantes de Misisipi se quedaron tras el paso del Katrina sin acceso a la red eléctrica.

### Sudeste de Estados Unidos
Aunque el huracán Katrina tocó tierra más hacia el oeste, Alabama y el saliente de Florida se vieron también afectados por vientos propios de tormenta tropical, así como por una marejada ciclónica de 3 a 5 metros en la bahía de Mobile, cuyo efecto se vio amplificado además por las fuertes olas. En Mobile (Alabama) se registraron vientos de 107 km/h y una marejada de 3,7 m, que causó importantes inundaciones. Barcos, plataformas petrolíferas, botes y navíos pesqueros fueron arrastrados tierra adentro. Asimismo, se registraron cuatro tornados en Alabama.

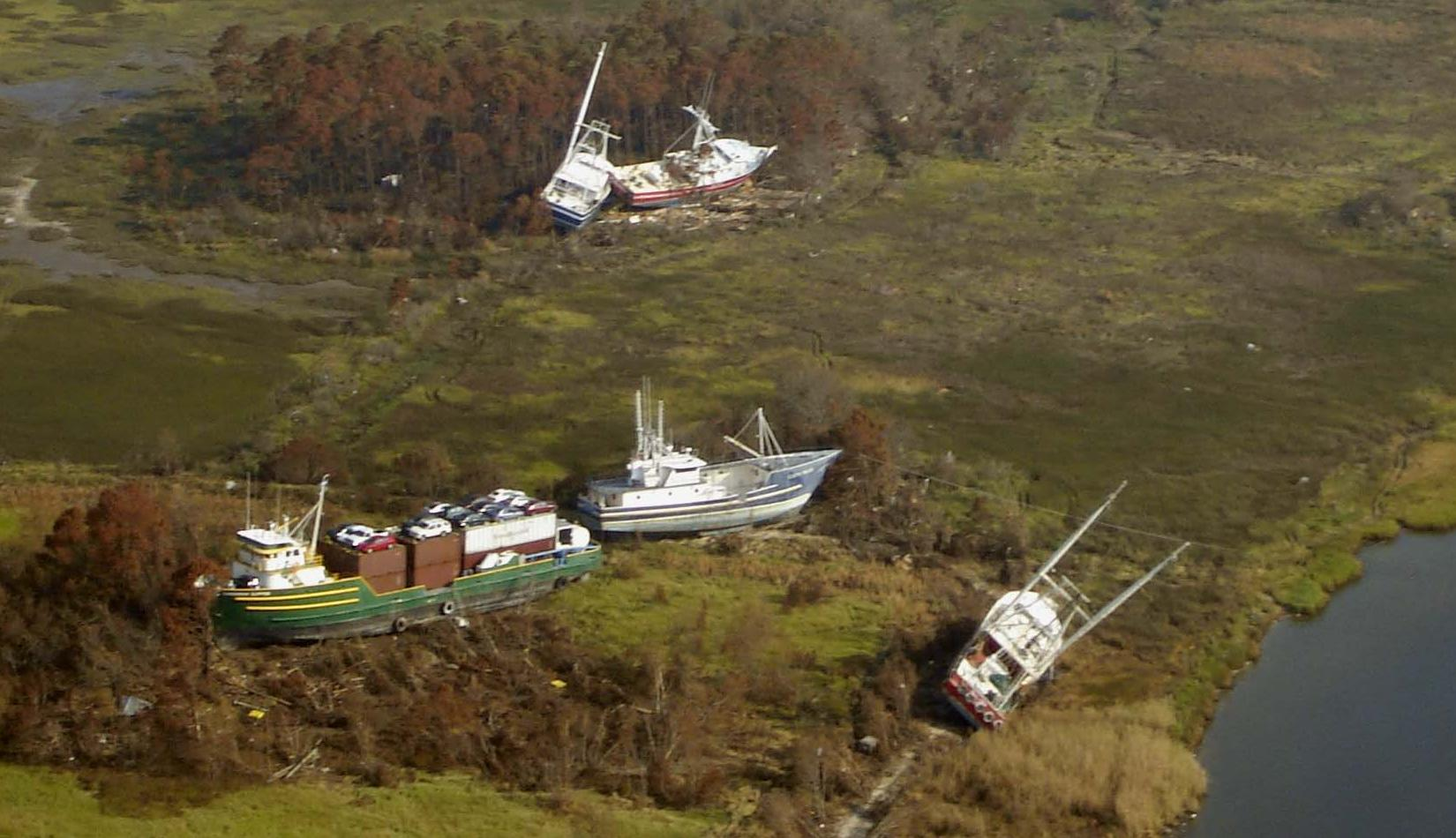
Varias embarcaciones arrastradas tierra adentro en Bayou La Batre.

El Katrina rompió los anclajes de una plataforma petrolífera en construcción en el río Mobile, que flotó durante dos kilómetros hacia el norte antes de chocar con el puente Cochrane, situado en la ciudad de Mobile, aunque este no quedó dañado como consecuencia del choque. La isla Dauphin, hasta donde el huracán arrastró una plataforma petrolera de alta mar, sí que resultó severamente dañada. Al igual que en Misisipi, la marejada causó una importante erosión en las playas de Alabama. Dos personas fallecieron en accidentes de tráfico y más de 600 000 se quedaron sin electricidad en dicho estado tras el paso del Katrina.
En cuanto al saliente de Florida la marejada ciclónica fue de calibre normal (1,5 m) y en la costa occidental del centro de Florida hubo una pequeña marejada de 0,3-0,6 m. En la ciudad floridana de Pensacola el 29 de agosto se registraron vientos de 90 km/h. Estas ráfagas causaron daños a la vegetación y a ciertas estructuras y hubo algunas pequeñas inundaciones en el saliente de Florida. Se confirmaron dos muertes indirectas en el condado de Walton como consecuencia de un accidente de tráfico. En el saliente de Florida 77 000 personas se quedaron sin acceso a la red eléctrica.
El norte y el centro de Georgia se vieron afectados por importantes precipitaciones y fuertes vientos a causa del huracán Katrina. También debido a su llegada, se formaron en Georgia 20 tornados, la mayor cifra registrada en Georgia para un único día. El más importante de estos fue un tornado F2 que afectó a los condados de Heard y Carroll. Este tornado dejó tres heridos y un fallecido, y a su vez dejó varias casas dañadas y destruyó varias granjas de pollos, matando a 140 000 pollos. Los otros tornados provocaron importantes daños tanto en edificios como en agricultura. Además de la muerte causada por el tornado de categoría F2, también se registró otra muerte en Georgia en un accidente de coche. Unas 12 500 personas se quedaron sin electricidad en dicho estado.

### Otros estados y Canadá
El huracán Katrina se fue debilitando conforme fue avanzando tierra adentro, pero se llegaron a registrar ráfagas de viento propias de tormenta tropical hasta en Fort Campbell. Los restos de la tormenta dejaron precipitaciones a lo largo del este de Estados Unidos, que descargaron más de 50 mm en varios estados. Se formaron varios tornados debido a la acción del Katrina, que causaron pequeños daños. En total, se registraron 62 tornados en ocho estados distintos.
El este de Arkansas se vio afectado por suaves precipitaciones al pasar el Katrina. En Kentucky, una tormenta que había pasado unos días antes ya había producido ciertas inundaciones, por lo que la lluvia del Katrina empeoró esta situación. Como consecuencia de estas inundaciones, el gobernador de Kentucky, Ernie Fletcher, declaró tres condados zona catastrófica, así como el estado de emergencia a nivel estatal. Las inundaciones también dieron lugar a un cierto número de evacuaciones en Virginia Occidental y Ohio. El Katrina también creó dificultades en el abastecimiento eléctrico de Tennessee, especialmente en Memphis.
Los restos que quedaron del Katrina fueron absorbidos por un frente frío a su paso por Pensilvania. Esta nueva tormenta continuó hacia el norte y afectó a Canadá el 31 de agosto. En Ontario se registraron en algunas zonas precipitaciones de 100 mm y caídas de árboles. Se dieron inundaciones en algunas zonas de Ontario y Quebec, aunque la región más afectada fue la Côte-Nord. Por otro lado, cabe destacar también la situación vivida por otros estados, que si bien no sufrieron de lleno la ira del Katrina, sí padecieron sus consecuencias: los estados de Texas y Arkansas acogieron en los días posteriores a la catástrofe a 240 000 y 60 000 personas respectivamente. Muchos otros estados también manifestaron posteriormente su voluntad de acoger refugiados.

## Secuelas y consecuencias

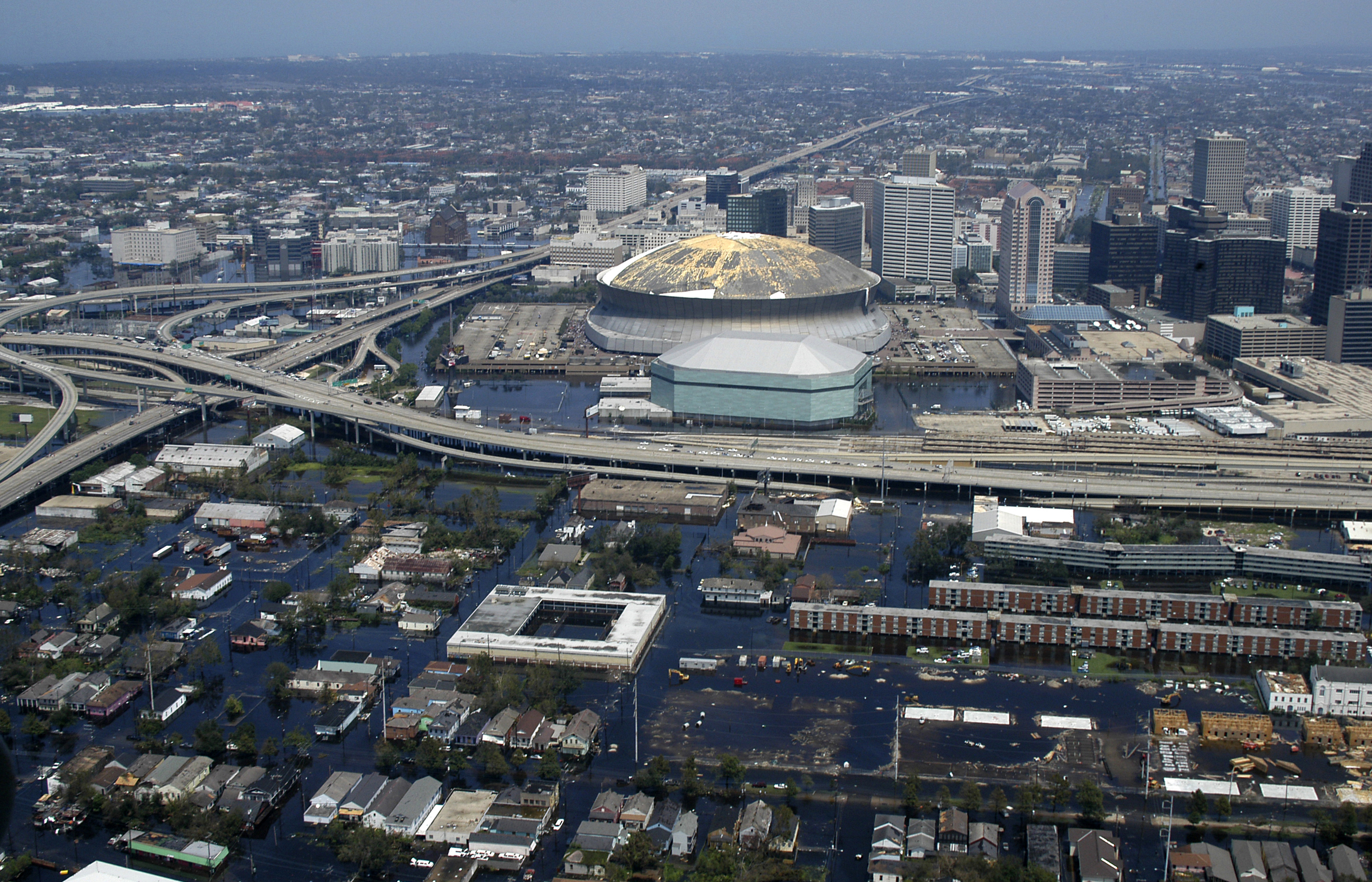
Vista aérea de la inundación en parte del Distrito Central de Negocios de Nueva Orleans. El Superdome se encuentra en el centro, donde muchas personas se quedaron durante el paso del huracán Katrina.

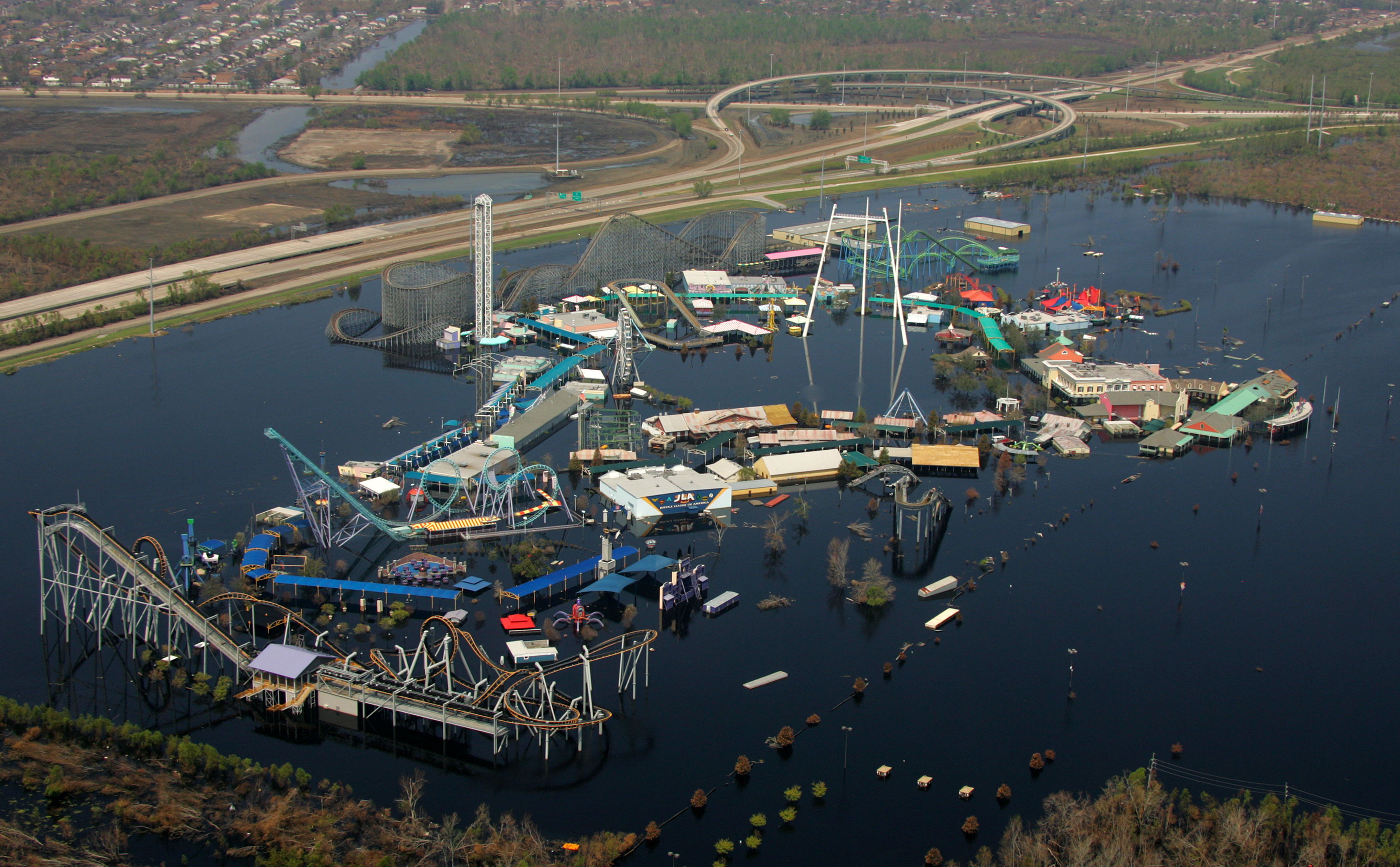
El parque Six Flags Nueva Orleans siguió inundado 2 semanas después de las fallas del dique. No se volvió a reabrir al público.

### Efectos socioeconómicos
El huracán Katrina tuvo unas consecuencias económicas de extraordinaria envergadura. La Administración Bush destinó inicialmente para la reconstrucción 105 000 millones de dólares, aunque no tuvo en cuenta para esta cifra los costes derivados del desabastecimiento de las gasolineras, de la destrucción de las autovías de la costa del Golfo o de la caída de las exportaciones. La suma de los daños materiales provocados por el huracán y de los problemas derivados de los mismos se llegaron a estimar en 150 000 millones de dólares. El crecimiento del PIB cayó a un 1,8 % en el último trimestre de 2005 frente al 4,2 % registrado en el tercer trimestre de dicho año. Por el contrario, en el primer trimestre de 2006, el PIB creció a un ritmo de 5,6 % debido a las acciones de reconstrucción.
El huracán Katrina dañó o destruyó treinta plataformas petrolíferas y nueve refinerías. Durante los seis meses posteriores al paso de los huracanes Katrina y Rita, quedó paralizada el 24 % de las extracciones de petróleo y el 18 % de las de gas. El precio del galón de gasolina subió de manera exponencial: el precio medio del galón en Estados Unidos superó los tres dólares y, en algunas zonas, sobrepasó los cinco dólares. Esta subida en el precio de los combustibles afectó de forma significativa a las compañías aéreas. La industria maderera de Misisipi también se vio afectada, dado que el Katrina devastó 5300 km² de bosques, produciendo unas pérdidas totales estimadas en cinco millardos de dólares. La actividad del puerto del sur de Luisiana y del puerto de Nueva Orleans, dos de los mayores puertos de Estados Unidos, se vio, a su vez, aminorada tras el paso del huracán.
A raíz de todos los daños causados por el Katrina se destruyeron, asimismo, decenas de miles de puestos de trabajo, que llegaron a estimarse en 190 000 en Nueva Orleans (descenso del 30 % de la tasa de empleo), 214 000 en todo el estado de Luisiana (caída del 12 %) y de 26 900 en el área metropolitana de Gulfport-Biloxi (disminución del 23 %). Esta pérdida de puestos de trabajo y la destrucción de miles de casas llevaron a sus propietarios a dejar de pagar las cuotas de sus hipotecas, lo que provocó el aumento de la tasa de morosidad.
Como consecuencia del paso del huracán, más de un millón de personas abandonaron la costa del golfo y se vieron realojadas a lo largo de Estados Unidos, lo que dio lugar a la mayor diáspora de la historia de dicho país. Chicago aumentó su población en 6000 personas, la mayor cifra de las ciudades no sureñas. Hacia finales de enero de 2006, únicamente vivían en Nueva Orleans alrededor de 200 000 personas, menos de la mitad de la población de la ciudad antes del paso del huracán. El 1 de julio de 2006, cuando la Oficina del Censo de Estados Unidos calculó una nueva estimación de población, el estado de Luisiana mostró una pérdida de 219 563 personas (-4,87 %). Además, algunas compañías de seguros dejaron de asegurar o aumentaron las cuotas a los propietarios de casas en la zona dado las importantes indemnizaciones que tuvieron que afrontar dichas empresas como consecuencia de los huracanes Katrina y Rita.

### Efectos medioambientales
| Lugar del derrame                    | Cantidad (litros) |
| ------------------------------------ | ----------------- |
| Bass Enterprises (Cox Bay)           | 14 300 000        |
| Shell (Pilottown)                    | 4 000             |
| Chevron (Empire)                     | 3 750 000         |
| Murphy Oil (Meraux and Chalmette)    | 3 100 000         |
| Bass Enterprises (Pointe à la Hache) | 1 750 000         |
| Chevron (Port Fourchon)              | 200 000           |
| Venice Energy Services (Venice)      | 95 000            |
| Shell Pipeline Oil (Nairn)           | 50 900            |

El huracán Katrina también tuvo un importante impacto en el medio ambiente. La marejada ciclónica derivada del mismo causó una importante erosión en las playas, devastando ciertas áreas costeras. La isla Dauphin, situada a unos 150 km al este del punto donde el huracán tocó tierra, vio como el desplazamiento de la arena provocado por el Katrina hizo que la isla se adentrara en el seno de Misisipi, acercándose a tierra. La marejada ciclónica y las olas también arrasaron las islas Chandeleur, que ya se habían visto afectadas por el huracán Iván el año anterior. El Servicio Geológico de los Estados Unidos estimó que 560 km² de tierra pasaron a ser mar tras los huracanes Katrina y Rita.

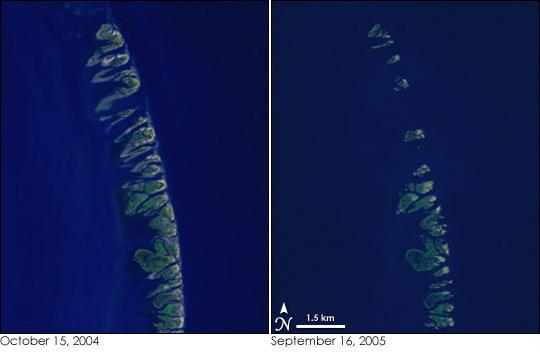
Las islas Chandeleur antes (izquierda) y después (derecha) del paso del Katrina.

Las tierras que fueron arrasadas conformaban un ecosistema que albergaba numerosos mamíferos marinos, pelícanos pardos, tortugas y distintos tipos de peces, así como numerosas especies migratorias como el porrón de cabeza roja. Por otro lado, el 20 % de las marismas de la zona quedaron permanentemente sumergidas tras el paso del Katrina.
La acción del Katrina forzó a cerrar dieciséis refugios nacionales de vida silvestre. El refugio Breton perdió la mitad de su superficie a raíz del huracán. De este modo, el Katrina afectó a hábitats de tortugas marinas, grullas canadienses, carpinteros de cresta roja y ratones de patas blancas.
El huracán provocó derrames de petróleo en 44 instalaciones a lo largo del sudeste de Luisiana, lo que se tradujo en 26 millones de litros de petróleo vertidos. Mientras que la mayoría de los derrames fueron controlados en el lugar del vertido, hubo algunos que penetraron en los ecosistemas y la ciudad de Meraux (Luisiana) quedó anegada por una mezcla de agua y crudo. Al contrario que con el huracán Iván, no se registraron de manera oficial derrames de petróleo en instalaciones en alta mar.
Como parte de los trabajos de reconstrucción, las aguas que inundaban Nueva Orleans fueron bombeadas hacia el lago Pontchartrain, proceso que necesitó 43 días para completarse. Estas aguas eran una mezcla de aguas residuales, bacterias, metales pesados, pesticidas, sustancias tóxicas y crudo, que despertó temores por parte de la comunidad científica de una muerte masiva de peces.

### Saqueos y violencia

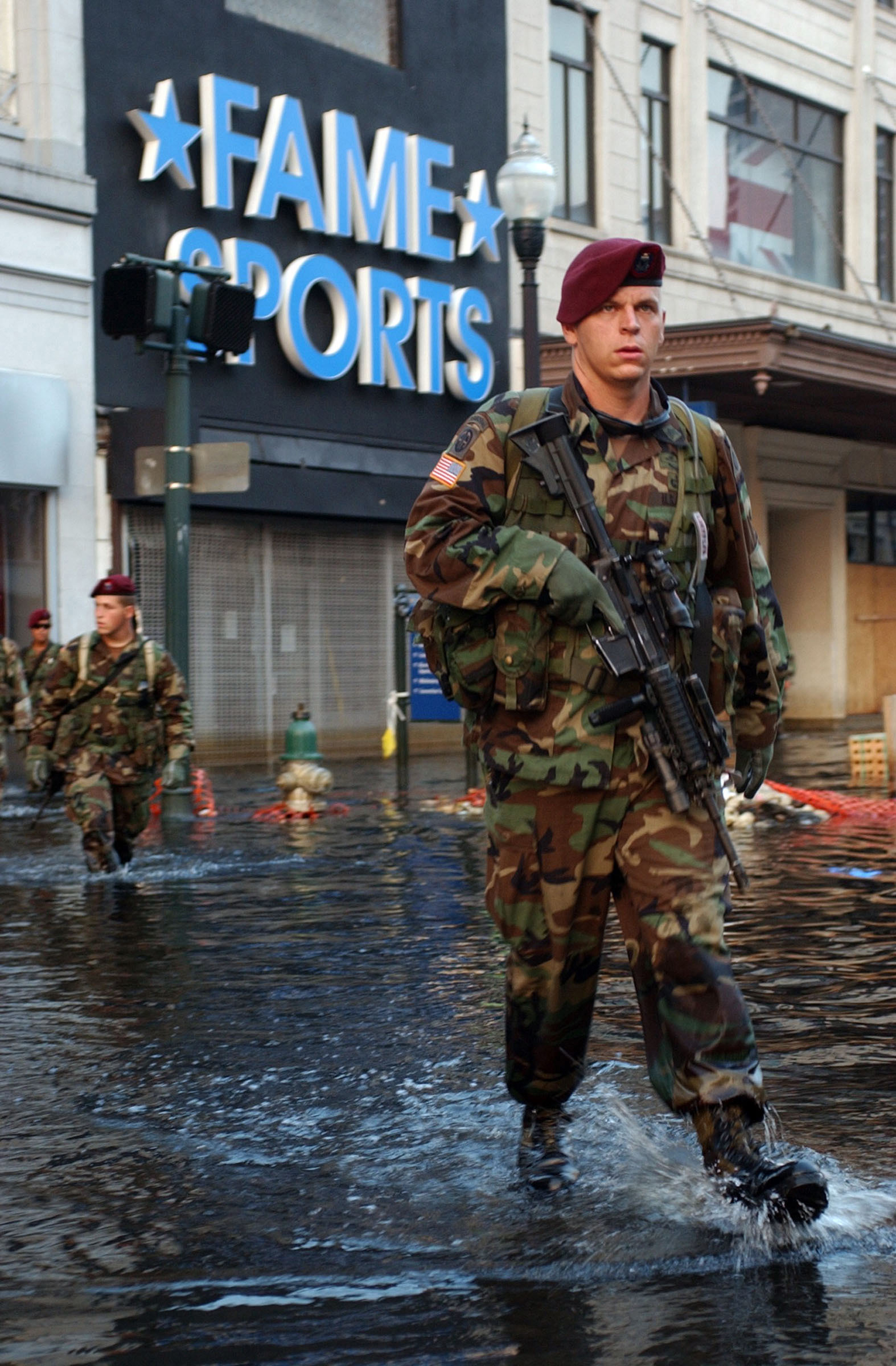
Soldados patrullando las calles de Nueva Orleans tras el paso del huracán para mantener el orden público.

Desbordados por la caída de los sistemas de transporte y comunicación, así como en términos numéricos, los oficiales de policía pudieron hacer poco por evitar los crímenes. Los saqueos eran llevados a cabo tanto por grupos armados con violencia en busca de productos no básicos, como por supervivientes que únicamente buscaban agua y comida.
"Los saqueos están fuera de control. El barrio francés ha sido atacado", declaró la concejal de Nueva Orleans, Jackie Clarkson. "Están usándose cuerpos de policía exhaustos para controlar los saqueos cuando deberían usarse para operaciones de búsqueda y rescate de gente que todavía se refugia en los tejados de las casas."
Algunas de las primeras informaciones que apuntaban a un gigantesco caos, especialmente en la Superdome, fueron más tarde calificadas de exageraciones o rumores. La Superdome es el mejor ejemplo: en los primeros días posteriores al paso del Katrina, se hablaba de que en el interior del estadio se estaban produciendo decenas de asesinatos, violaciones, revueltas y enfermedades. Sin embargo, finalmente, de un total de 25 000 personas que se refugiaron bajo la cúpula, se confirmaron dos violaciones y seis muertes (cuatro de ellas muertes naturales, además de un suicidio) frente a los cientos de fallecidos que esperaba encontrar el gobierno.
La Guardia Nacional de los Estados Unidos llegó a desplegar hasta 58 000 efectivos. La gobernadora de Luisiana aclaró que esperaba que su presencia acabara con los saqueos: "tienen M16 y están preparados y cargados. Estas tropas saben cómo disparar y matar y espero que lo hagan."
El 30 de septiembre, el departamento de policía de Nueva Orleans confirmó que 12 agentes de policía estaban participando en saqueos y robos a propiedades.
El congresista William J. Jefferson declaró a ABC News: "hubo tiroteos, hubo ataques de arma blanca. Pero sobre la primera semana de septiembre, la ley y el orden fueron gradualmente restaurados en la ciudad [de Nueva Orleans]." También se realizaron numerosos arrestos, lo que llevó a la construcción de una cárcel temporal en la estación de tren de Nueva Orleans.
Las distintas zonas que acogieron refugiados también vivieron problemas de orden, dado que la mitad de ellos contaba con antecedentes. Esto se dejó notar especialmente en ciudades como Houston, donde la tasa de homicidios de septiembre de 2005 a febrero de 2006 creció en un 28 %; de los 170 homicidios registrados en dicho período, en 29 de ellos había habitantes de Luisiana implicados.

### Respuesta gubernamental

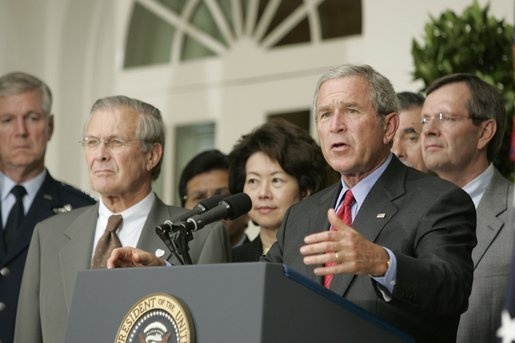
El presidente Bush comparece junto con el secretario de Defensa. Donald Rumsfeld, la secretaria de Trabajo Elaine Chao y el secretario de Salud y Servicios Sociales Mike Leavitt durante una conferencia de prensa en la Casa Blanca tras la devastación causada por el huracán Katrina en la costa del golfo.

En los Estados Unidos y de acuerdo con lo establecido en el National Response Plan, la repuesta y la planificación en caso de catástrofe es principalmente responsabilidad de los gobiernos locales. Cuando estos hayan agotado sus recursos, pueden solicitar una ayuda específica adicional a los estados vecinos y, en último término, al gobierno federal. De esta manera, este proceso pasa primero por el condado, después por el estado y finalmente llega al gobierno federal. Muchos de los problemas causados por el Katrina tuvieron como desencadenante la inadecuada planificación llevada a cabo por todos estos niveles. Asimismo, también jugó un papel esencial en el período post-Katrina la Agencia Federal para la Gestión de Emergencias (FEMA).
De las 60 000 personas que quedaron atrapadas en Nueva Orleans, la Guardia Nacional rescató a más de 33 500. El Senado de los Estados Unidos reconoció la labor de este cuerpo y las Fuerzas Armadas de los Estados Unidos recibieron la President Unit Citation. El Comando Norte de Estados Unidos puso en marcha la Fuerza Operacional Conjunta Katrina, estableciendo su base en Camp Shelby (Misisipi) para desplegarse a partir del 31 de agosto y con el teniente general del ejército de los Estados Unidos Russel L. Honoré como comandante.
Michael Chertoff, secretario del departamento de Seguridad Nacional, decidió asumir oficialmente las operaciones federal, estatal y local el 30 de agosto de 2005, en virtud del National Response Plan. A principios de septiembre, el Congreso autorizó una ayuda total para las víctimas de 62,3 millardos de dólares. Además, el presidente Bush contó con la ayuda de los expresidentes Bill Clinton y George H. W. Bush para recaudar donaciones, como ya lo hicieron después del terremoto y maremoto del océano Índico de 2004. También se ordenó que las banderas americanas ondearan a media asta desde el 4 al 20 de septiembre de 2005 en recuerdo de las víctimas.
La FEMA procuró alojamiento temporal (ayudas para el alquiler, tráileres, etc.) a 700 000 desplazados por el Katrina. Sin embargo, únicamente un quinto de las peticiones de tráileres en la parroquia de Orleans fueron atendidas, lo que causó serios problemas de habitabilidad en la ciudad. Por otro lado, la FEMA también asumió los gastos de hospedaje en hoteles de 12 000 familias hasta el 7 de febrero de 2006, quienes a partir de entonces tuvieron que pedir ayudas de tipo federal, pero no contaron con la asistencia directa de la FEMA. En 2010, cinco años después del paso del huracán, todavía 260 familias vivían en tráileres proporcionados por la FEMA en Luisiana y Misisipi.
Fuerzas de seguridad y agencias de otras jurisdicciones de Estados Unidos prestaron asistencia a Luisiana y Nueva Orleans en las semanas posteriores al desastre. Algunas de estas agencias procedían de lugares tan alejados como California, Míchigan, Nueva York o Washington. Esta ayuda fue bien recibida por las autoridades de Luisiana, donde entre las filas de sus cuerpos de seguridad se estaban viviendo situaciones de extenuación y de abandono de sus puestos de trabajo.

### Críticas al gobierno

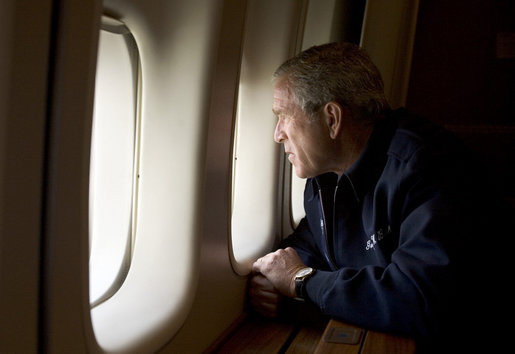
El presidente Bush examina las áreas anegadas desde el Air Force One.

Las críticas a la actuación del gobierno frente al huracán Katrina consistieron inicialmente en la falta de liderazgo para aunar esfuerzos para luchar contra el huracán y sus secuelas. Posteriormente, estas críticas se centraron en la tardía reacción a la inundación de Nueva Orleans. La crisis política fue de tal calibre que se acuñó una nueva palabra: Katrinagate, neologismo que llegó a ser uno de los candidatos a "palabra del año 2005".
El presidente Bush se encontraba de vacaciones en Texas cuando el huracán Katrina afectó al sudeste de Estados Unidos y no regresó a Washington D. C. hasta dos días después de que el huracán tocara tierra, lo que le valió algunas críticas. En su viaje de vuelta a la capital, Bush sobrevoló en el Air Force One la zonas devastadas de Luisiana y Misisipi. En una declaración suya tras la catástrofe, declaró que "nadie podría haber predicho el desastre". Sin embargo, posteriormente, se filtró un vídeo que demostraba que el presidente había sido advertido de que los diques de Nueva Orleans podrían verse superados por la fuerza del Katrina.

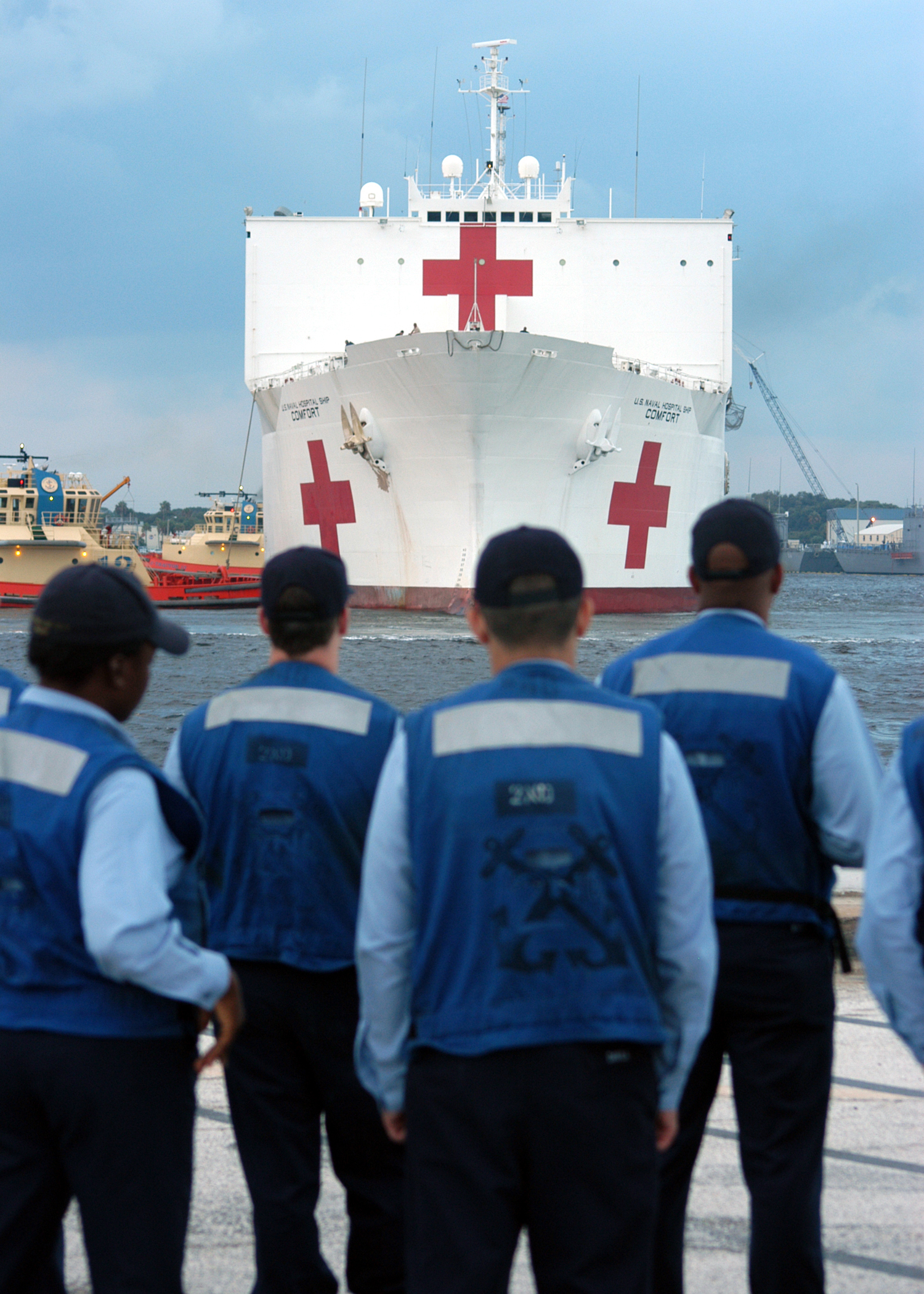
El USNS Comfort adquiere suministros en Mayport, Florida, en vía a la costa de Nueva Orleans.

A los pocos días de que Katrina tocara tierra el 29 de agosto, surgió el debate público sobre el papel de los gobiernos local, estatal y federal en los preparativos para el huracán Katrina y la respuesta al huracán. Inicialmente, las críticas fueron provocadas por imágenes televisadas de líderes políticos visiblemente conmocionados y frustrados, y de residentes que permanecían varados por las inundaciones sin agua, alimentos ni refugio. Las muertes por sed, agotamiento y violencia días después de que pasó la tormenta alimentaron las críticas, al igual que el dilema de los evacuados en instalaciones como el Superdomo de Luisiana y el Centro Cívico de Nueva Orleans. Algunos alegaron que raza, clase y otros factores podrían haber contribuido a retrasos en la respuesta del gobierno. Por ejemplo, durante A Concert for Hurricane Relief, un concierto benéfico para las víctimas del huracán, el rapero Kanye West se salió del guion y criticó duramente la respuesta del gobierno a la crisis, afirmando que " A George Bush no le importan los negros." Bush calificó posteriormente a esta acusación de West como el peor momento de su presidencia, sintiendo que fue injustamente acusado de racismo.
Fuertemente criticada fue la actuación de la Agencia Federal para la Gestión de Emergencias (FEMA) a la que se acusó de responder a la catástrofe de forma lenta y poco efectiva. De acuerdo con las leyes federales, el presidente Bush encargó al secretario de Seguridad Nacional, Michael Chertoff, coordinar la respuesta federal a la catástrofe. Chertoff designó a Michael D. Brown, director de la FEMA, como oficial federal principal para dirigir el despliegue y coordinación de todas las medidas de recuperación federales en la región de la costa del golfo. Brown afirmó que la gobernadora Blanco se mostró reacia a sus esfuerzos, lo cual negó ésta más tarde. Pocos días más tarde, Brown fue destituido por Washington y sustituido por el vicealmirante Thad W. Allen como jefe de las operaciones de ayuda. Tres días después, Michael D. Brown dimitió como director de la FEMA.
El 26 de septiembre de 2005, el exdirector de la FEMA, Michael Brown, testificó ante una subcomisión del Congreso de Estados Unidos acerca de la actuación de dicha agencia. Durante esta vista, el congresista Stephen Buyer preguntó por qué la declaración del estado de emergencia emitida por el presidente Bush el 27 de agosto no había incluido las parroquias costeras de Orleans, Jefferson y Plaquemines. y Alabama. Brown declaró que esto se debió a que la gobernadora Blanco no había incluido esas parroquias en su petición de ayuda inicial, una decisión que él encontró "sorprendente". Tras la vista, Blanco publicó una copia de la petición de ayuda, la cual demostraba que había requerido asistencia para "todas las parroquias del sureste incluyendo la ciudad de Nueva Orleans", nombrando además específicamente catorce parroquias, entre ellas las de Jefferson, Orleans y Plaquemines.
En 2007, Brown declaró en una conferencia ante un grupo de estudiantes que la política había jugado un importante papel en la toma de decisiones durante la crisis del Katrina. Brown sostenía que desde la Casa Blanca se quiso federalizar el caso de Luisiana (para descargar la responsabilidad sobre la gobernadora Kathleen Blanco, que era demócrata), pero no el de Misisipi (donde el gobernador, Haley Barbour, era republicano). Blanco reaccionó rápidamente ante estas declaraciones y acusó de tal actitud a Karl Rove. La Casa Blanca respondió que tales afirmaciones eran falsas, pero posteriormente Brown se reafirmó en lo dicho.
El reverendo Jesse Jackson también sostuvo que el racismo jugó un papel esencial en la lenta respuesta al desastre y Andrew Young, exalcalde de Atlanta y antiguo embajador ante las Naciones Unidas, afirmó en unas declaraciones que sí que podía haber algo de verdad en tales acusaciones, pero que no creía que el factor racial fuera decisivo. Políticos, activistas, expertos y periodistas también criticaron a los gobiernos locales y estatales encabezados por el alcalde Nagin de Nueva Orleans y el gobernador de Luisiana. Nagin y Blanco fueron criticados por no implementar el plan de evacuación de Nueva Orleans y por ordenar a los residentes un refugio de último recurso sin provisiones de comida, agua, seguridad o condiciones sanitarias. Quizás la crítica más importante a Nagin fue que retrasó su orden de evacuación de emergencia hasta 19 horas antes de tocar tierra, lo que provocó la muerte de cientos de personas que no pudieron encontrar ninguna salida de la ciudad..
a destrucción provocada por el huracán Katrina planteó otras cuestiones de política pública más generales sobre gestión de emergencias, política ambiental, pobreza y desempleo. La discusión tanto de la respuesta inmediata como de las cuestiones más amplias de política pública puede haber afectado las elecciones y la legislación promulgadas en varios niveles de gobierno. La devastación de la tormenta también provocó una investigación del Congreso, que encontró que FEMA y la Cruz Roja "no tenían una capacidad logística lo suficientemente sofisticada para apoyar plenamente al enorme número de víctimas de la costa del Golfo". Además, atribuyó la responsabilidad del desastre a los tres niveles de gobierno.
También hubo críticas en el plano internacional. El vice primer ministro del Reino Unido, John Prescott, relacionó el calentamiento global con el Katrina, criticando la actitud estadounidense ante el protocolo de Kioto: "La terrible inundación de Nueva Orleans nos acerca a las preocupaciones de líderes de países como las Maldivas, cuyas naciones están en riesgo de desaparecer completamente. Estados Unidos se ha mostrado reacio frente al protocolo de Kioto, lo que consideró una equivocación." El Diario del Pueblo, periódico oficial del Partido Comunista de China, criticó la gestión de la crisis por parte del presidente Bush, calificando a la lenta reacción frente a la catástrofe como "negligente" y comparando a Nueva Orleans con Bagdad.
Una encuesta de ABC News publicada el 12 de septiembre de 2005 mostraba que consideraban más culpables de la magnitud del desastre a los gobiernos estatal y local (75 %) que al gobierno federal (67 %), siendo un 44 % quienes consideraban que el problema había radicado en el liderazgo de Bush. Otra encuesta de CNN/USA Today/Gallup señalaba que no existía consenso en torno a quien era el responsable de los problemas ocurridos en Nueva Orleans una vez hubo pasado el huracán: el 13 % lo achacaba a Bush, el 18 % a las agencias federales, el 25 % a las autoridades estatal y local y el 38 % consideraba que no había responsable alguno.
Respecto a la reacción del presidente Bush, la encuesta de ACB News recogía un 46 % de aprobación frente a un 47 % de desaprobación. Estos porcentajes sufrían grandes variaciones si se distinguía entre demócratas (17-71 %), independientes (44-48 %) y republicanos (74-22 %).

### Reacción internacional

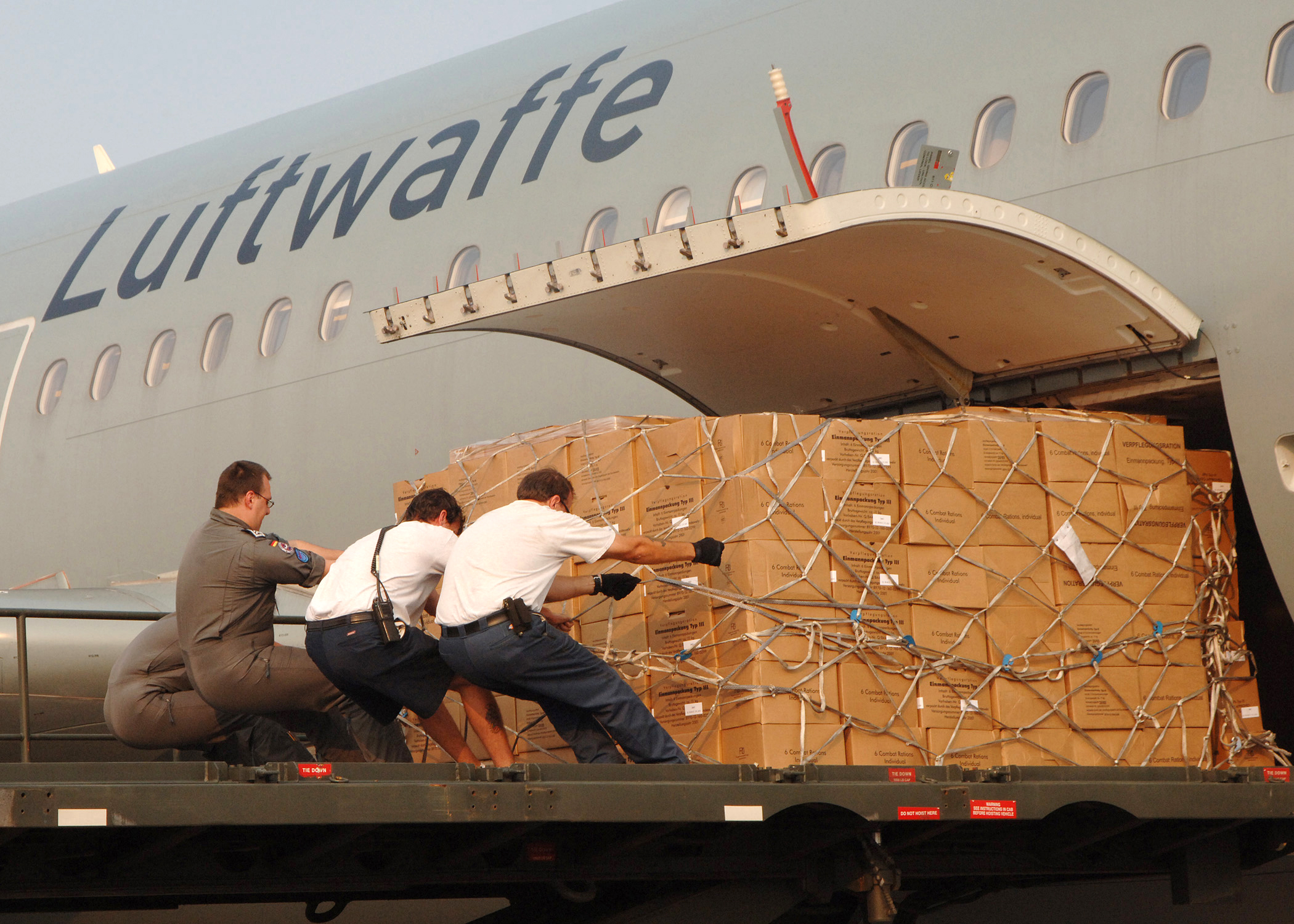
Descargan la ayuda ofrecida por Alemania y transportada por la Luftwaffe.

Alrededor de setenta países enviaron donaciones u otras ayudas. Cuba y Venezuela fueron los primeros países en ofrecer ayuda, comprometiendo más de un millón de dólares, varios hospitales móviles, plantas de depuración, comida, agua embotellada, 1100 médicos y 26,4 toneladas de medicinas, aunque esta ayuda fue rechazada por el gobierno estadounidense. Kuwait comprometió la cantidad más grande (500 millones de dólares); otras grandes donaciones fueron ofrecidas por Catar y Emiratos Árabes Unidos (100 millones cada uno), Corea del Sur (30 millones), Australia (7,6 millones), la India, China (ambos 5 millones), Taiwán (3 millones), Nueva Zelanda (2 millones), Pakistán (1,5 millones), y México y Bangladés (un millón).
El Gobierno de México envió 1 millón de dólares a través de la Cruz Roja Mexicana la cual recaudó el millón adicional, además con 200 toneladas de comida que fueron llevados en 5 aviones de la Fuerza Aérea Mexicana el 1 de septiembre, la Base Kelly de la Fuerza Aérea (Kelly Air Force Base) en San Antonio, Texas además de ayuda terrestre con un convoy de 45 vehículos militares que cruzaron la frontera por Laredo, Texas recibió al menos a 196 miembros del ejército, 14 camiones cisterna con agua, Comedores Comunitarios, una unidad de atención médica y más de 250 toneladas de comida, agua embotellada y provisiones médicas, además del buque "Papaloapan" (ARM A-411) de la Armada de México que se aproximó al puerto de Biloxi (Misisipi) con 200 toneladas de agua, medicamentos de uso inmediato y equipos de rescate.
El gobierno de Estados Unidos pidió ayuda a la Unión Europea y a la OTAN. Otras organizaciones internacionales que ofrecieron su apoyo fueron la Organización de Estados Americanos y la Organización de las Naciones Unidas. Cabe destacar también la ayuda ofrecida por países como Sri Lanka, Tailandia, Indonesia o la India, que pocos meses antes se habían visto afectados por el devastador maremoto de diciembre de 2004.
En total se ofrecieron 854 millones de dólares, de los que únicamente se usaron 40 (menos del 5 %). Además, la mayor parte de la ayuda ofrecida por los distintos países no resultó finalmente recogida. De hecho, Estados Unidos declinó 54 de las 77 ofertas que recibió, incluyendo las de tres de sus más cercanos aliados: Reino Unido, Canadá e Israel.

### Reacción de las ONG

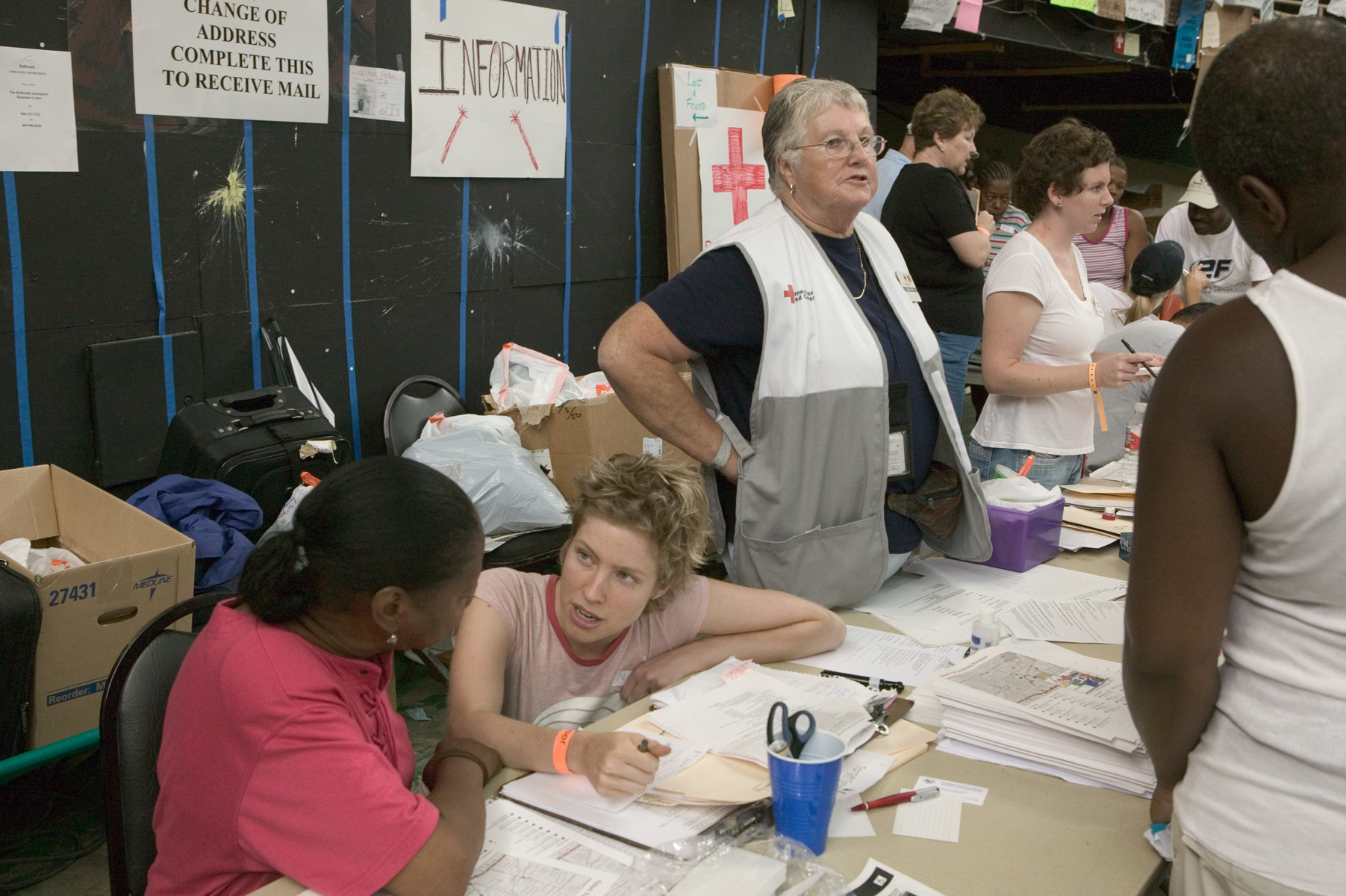
Los residentes de Luisiana, que tuvieron que huir de sus hogares a causa del huracán Katrina, se encuentran dentro del Astrodome de Houston y reciben ayuda de la Cruz Roja y otras agencias y asociaciones.

La actuación de las ONG ante el huracán Katrina, entre otros, ha demostrado que tales instituciones juegan un papel capital en la recuperación de la zona afectada. Sin embargo, la experiencia también ha demostrado que para maximizar la eficiencia de su cometido deberían encontrarse mejor integradas en el esquema de respuesta a la catástrofe, cosa que no ocurría con las políticas de entonces (Stafford Act).
Las operaciones desplegadas por la Cruz Roja Americana fueron el esfuerzo más grande que había llevado a cabo hasta entonces en toda su historia, superando a las desplegadas para el terremoto de San Francisco de 1906, la gripe española o los atentados del 11 de septiembre de 2001. Antes de que el huracán recalara en la costa, la Cruz Roja montó campamentos para refugiados en la costa del golfo y desplegó a su personal para que estuviera preparado para dar una respuesta rápida a los efectos del Katrina. Posteriormente, los capítulos de la Cruz Roja en los distintos estados fueron haciéndose cargo de refugiados. Esta organización también colaboró en el período post-Katrina con la convención Bautista del Sur. También jugó un papel muy importante el Amateur Radio Emergency Service, ya que con las comunicaciones convencionales caídas, fue quien ayudó a coordinar a los distintos equipos de rescate y recuperación.
Al año de la catástrofe, Oxfam acusó al gobierno de Estados Unidos de haber abandonado a los damnificados del Katrina y haber incumplido sus promesas, en especial en los temas relacionados con la vivienda.

### Medios de comunicación

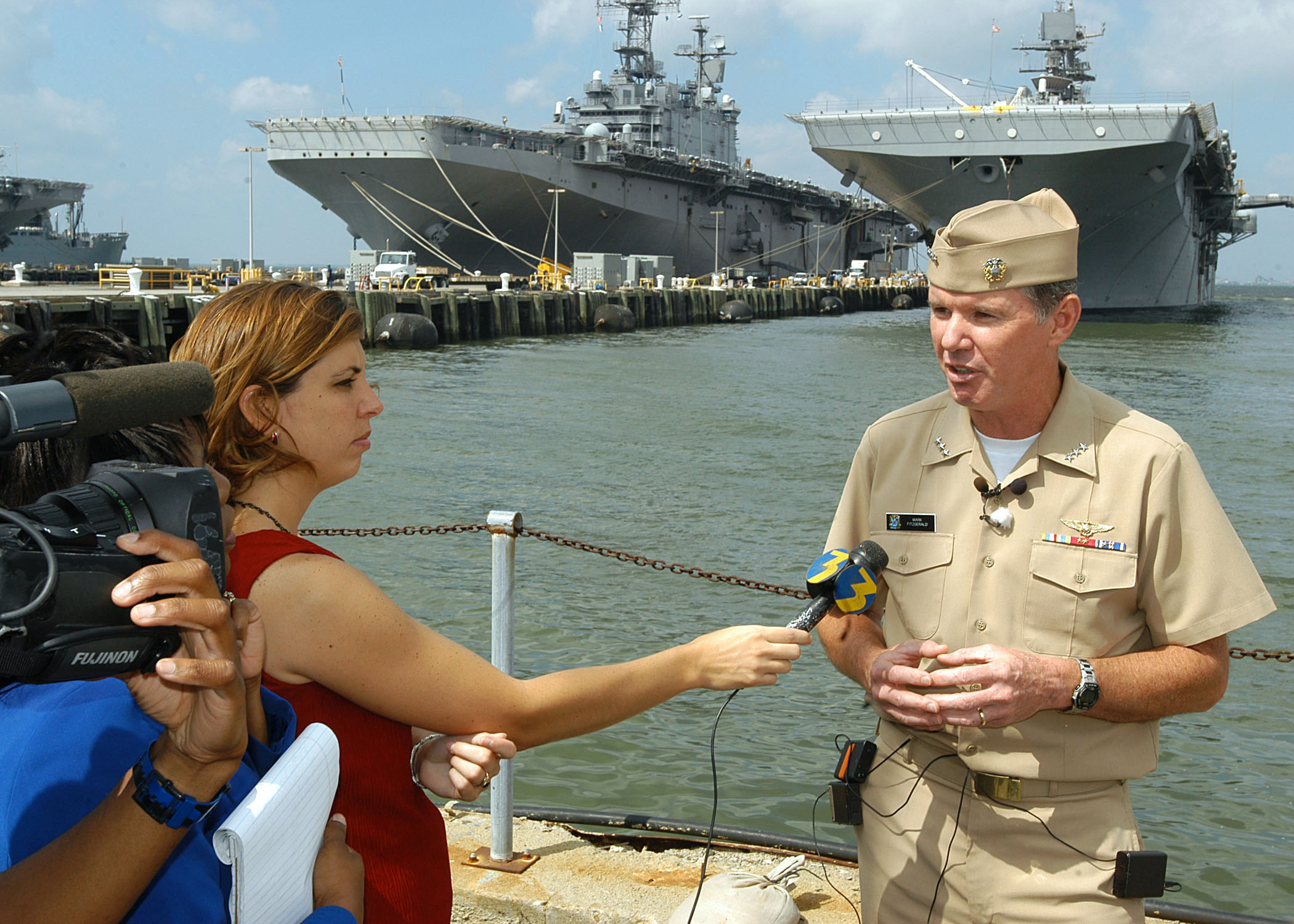
Periodistas del WTKR Channel 3 entrevistan al comandante Mark Fitzgerald justo antes de que tres buques partan desde Norfolk (Virginia) hacia la costa del golfo para participar en la recuperación de la zona.

El papel de los medios de comunicación a la hora de cubrir la catástrofe no estuvo exento de polémica. Se acusó a la prensa de caer en el amarrillismo, ya que se hizo eco de noticias que más tarde fueron desmentidas y que daban la imagen de una Nueva Orleans sumida en un caos absoluto, especialmente en el caso de la Superdome. Por otro lado, también se acusó a la prensa de actuar con un marcado carácter racista, dado que en los pies de foto de distintas fotografías, mientras que la gente blanca buscaba víveres, la gente negra saqueaba tiendas.
El huracán Katrina también provocó que el periodismo a través de Internet (especialmente blogs y el periodismo comunitario) cobrará un mayor protagonismo. La web NOLA.com, afiliada a The Times-Picayune (periódico publicado en Nueva Orleans), recibió en 2006 el premio Pulitzer en la sección de Noticias de última hora y en la de Servicio Público, compartiéndolo en este último apartado con el Sun Herald de Biloxi. 
A raíz de estos esfuerzos exclusivamente en línea, el Comité Pulitzer abrió por primera vez todas sus categorías a entradas en línea.
 La publicación del Times-Picayune se llevó a cabo durante días de forma exclusiva a través de NOLA.com, ya que los periódicos en papel no podían ser impresos ni distribuidos. El protagonismo de esta página radica en que a la vez de cubrir una función informativa, también tuvo un importante papel en las labores de rescate, ya que las víctimas de la catástrofe hacían llegar por SMS su ubicación a sus familiares y estos pedían auxilio a los servicios de rescate a través de comentarios en dicha página web. Fue precisamente en 2006 cuando se decidió abrir al periodismo a través de Internet todas las posibles categorías de los premios Pulitzer, dada su creciente importancia.
Es también necesario precisar que la devastación causada por el Katrina no fue el único impedimento para que los medios de comunicación desarrollaran adecuadamente su labor: en cuanto el ejército estadounidense tomó el control de la ciudad, se establecieron restricciones a los medios. El 9 de septiembre, el teniente general Russel L. Honoré, comandante de la Fuerza Operacional Conjunta Katrina, anunció que los periodistas no tendrían acceso a los esfuerzos de recuperación de cadáveres. De hecho, diversos periodistas tuvieron que lidiar con las fuerzas de seguridad, llegando a situaciones en las que se amenazó a los periodistas con armas de fuego. Sin embargo, la CNN presentó una demanda y consiguió que esta prohibición fuera levantada provisionalmente. Al día siguiente, el portavoz Christian E. deGraff confirmó que el gobierno no impondría en adelante ninguna prohibición al trabajo de los periodistas. No obstante, los equipos de los medios de comunicación siguieron enfrentándose a dificultades debido a la violencia existente en Nueva Orleans aquellos días, por lo que muchos de ellos se vieron obligados a contratar seguridad privada.
La cobertura del periódico se transmitió durante días sólo en los blogs de NOLA, ya que el periódico perdió sus imprentas y evacuó su edificio cuando el agua subió a su alrededor el 30 de agosto. El sitio se convirtió en un punto focal internacional para las noticias de los medios locales y también se convirtió en un vínculo vital. para operaciones de rescate y más tarde para reunir a los residentes dispersos, ya que aceptó y publicó miles de peticiones individuales de rescate en sus blogs y foros. NOLA fue monitoreada constantemente por una variedad de equipos de rescate, desde individuos hasta la Guardia Costera, que utilizaron información en los esfuerzos de rescate. Gran parte de esta información fue transmitida desde las víctimas atrapadas a través de las funciones de SMS de sus teléfonos celulares a amigos y familiares fuera del área, quienes luego transmitieron la información a NOLA.com. La combinación de periodismo comunitario, fotografías de usuarios y el uso del sitio de Internet como respuesta colaborativa a la tormenta atrajo la atención internacional y se consideró un momento decisivo en el periodismo. A raíz de estos esfuerzos exclusivamente en línea, el Comité Pulitzer abrió por primera vez todas sus categorías a entradas en línea.
En septiembre de 2022, Associated Press publicó un cambio en la guía de estilo de Katrina indicando que los periodistas, cuando escribieran sobre la tormenta en Nueva Orleans, debían tener en cuenta que “…las fallas de los diques desempeñaron un papel importante en la devastación en Nueva Orleans. En algunas historias, eso puede ser tan simple como incluir una frase sobre las catastróficas fallas de diques e inundaciones del huracán Katrina…”.

### Análisis del colapso de los diques

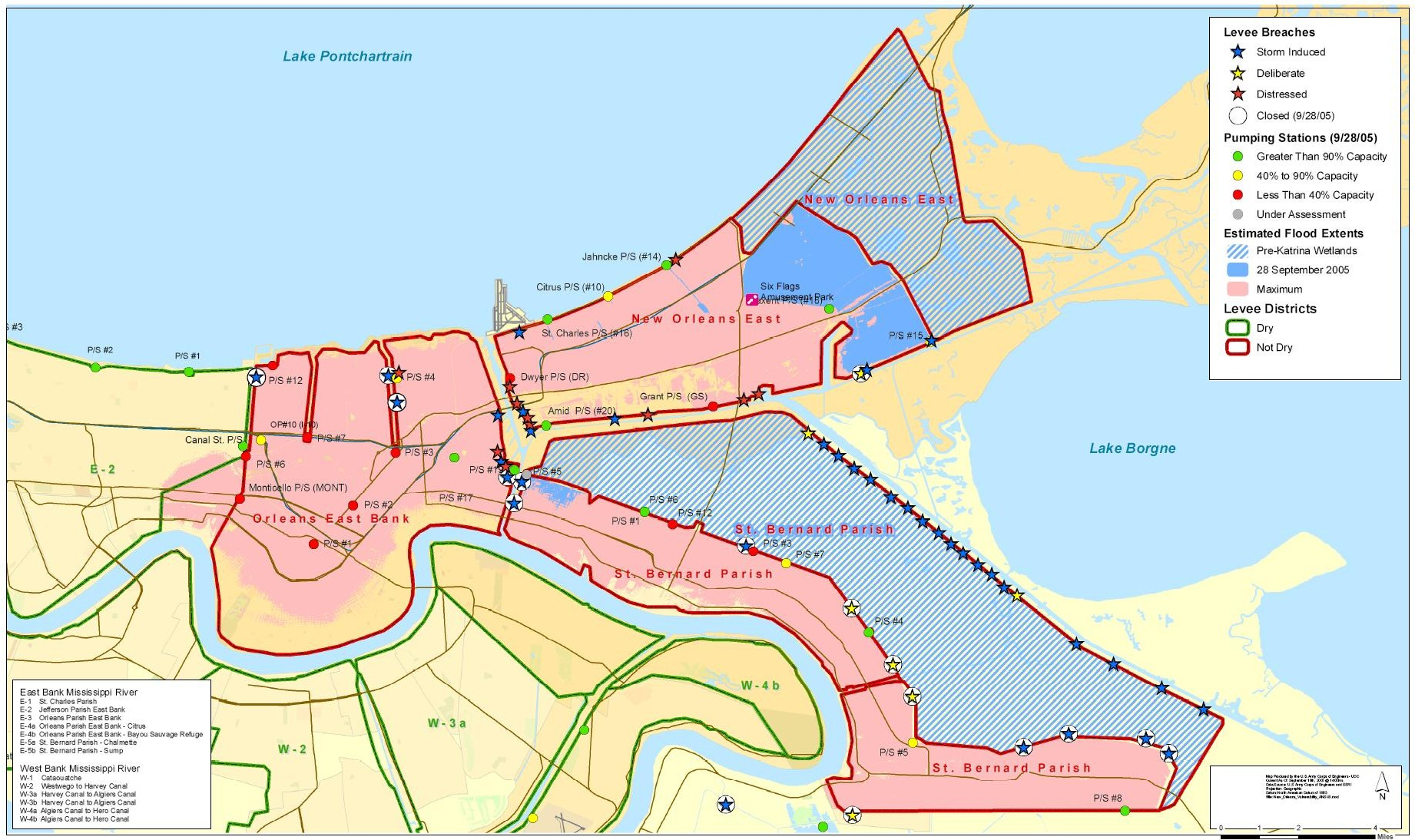
Roturas de diques en el Sistema de Protección contra Huracanes y la inundación resultante que ocurrió el 29 de agosto de 2005 en las cercanías de Nueva Orleans. (en inglés)

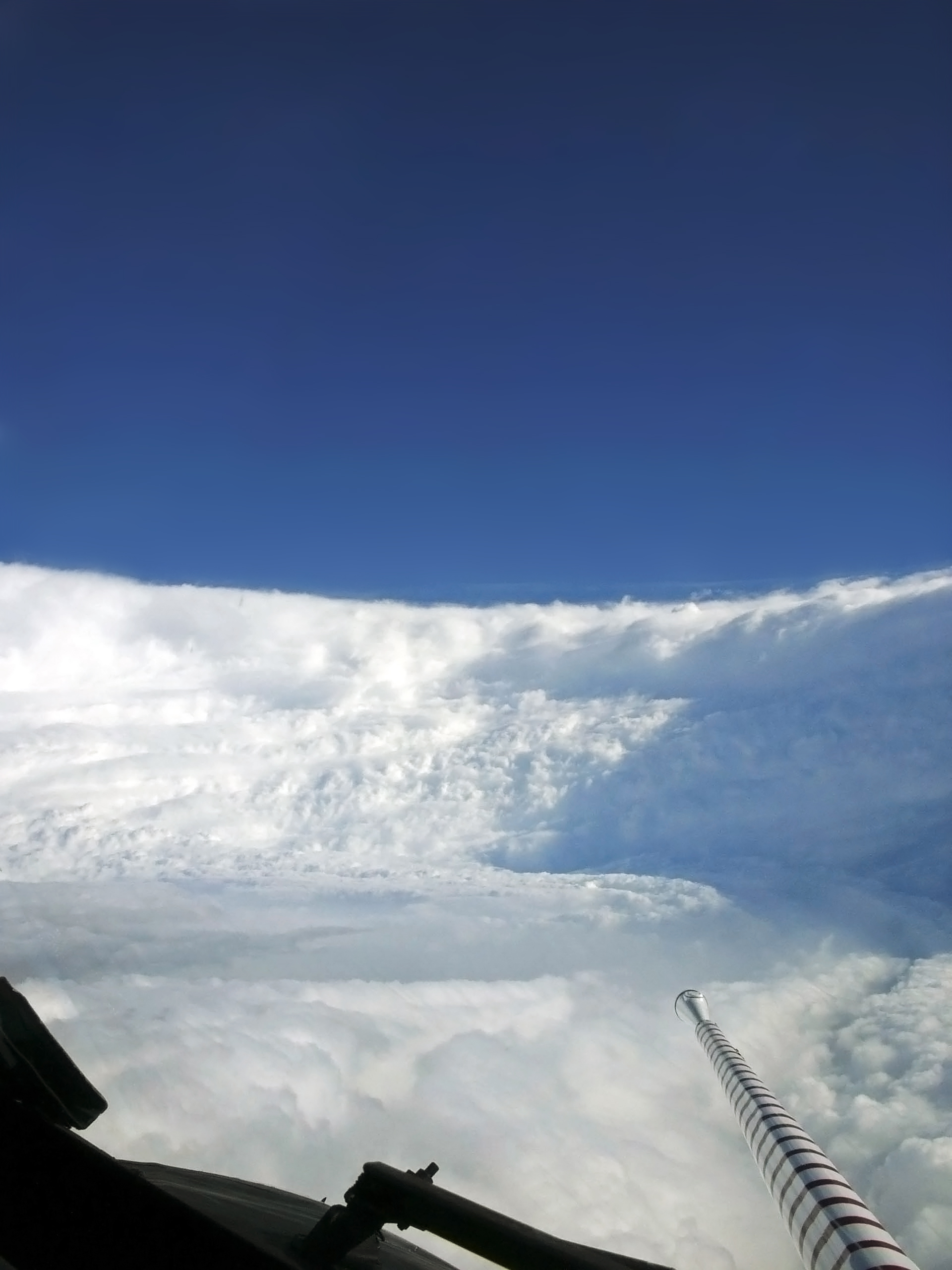
Imagen del ojo del huracán Katrina tomada el 28 de agosto de 2005.

En los trabajos de reconstrucción de los diques de Nueva Orleans, pocas semanas después de la catástrofe, los investigadores ya apuntaron que el colapso de los diques de la ciudad se había debido a fallos de diseño estructurales y no únicamente a la virulencia del temporal. Esto encareció significativamente los trabajos para devolver a Nueva Orleans a la normalidad.
El 5 de abril de 2006, el teniente general Carl A. Strock, jefe de ingenieros del Ejército de los Estados Unidos, testificó ante el subcomité de Energía y Agua del Senado: "Hemos concluido ahora que había problemas con el diseño estructural [de los diques]". También declaró que el Cuerpo de Ingenieros del Ejército no fue consciente de esto antes de la aparición del Katrina. Sin embargo, investigadores de la National Science Foundation desmintieron esto al sostener que en un estudio de 1986 del propio cuerpo se afirmaba que el diseño de los diques podía derivar en problemas.
En un informe de junio de 2007 realizado por la Sociedad Estadounidense de Ingenieros Civiles se analizaron distintos factores que habían contribuido al colapso de los diques de Nueva Orleans. Se consideró que el riesgo de vivir en la ciudad, que sobrepasaba los umbrales considerados límites, no era adecuadamente conocido por sus habitantes; que el sistema de protección frente a huracanes no había sido adecuadamente diseñado; que muchos de los diques no contaban con la suficiente altura; que ninguna administración se hizo cargo de los diques y su mantenimiento; y que el modelo para su financiación había fallado.
El Cuerpo de Ingenieros del Ejército de los Estados Unidos, que diseñó y construyó el sistema de diques, en virtud de la Flood Control Act de 1965, fue encontrado responsable del fallo de los diques y de las inundaciones en enero de 2008.

## Reconstrucción

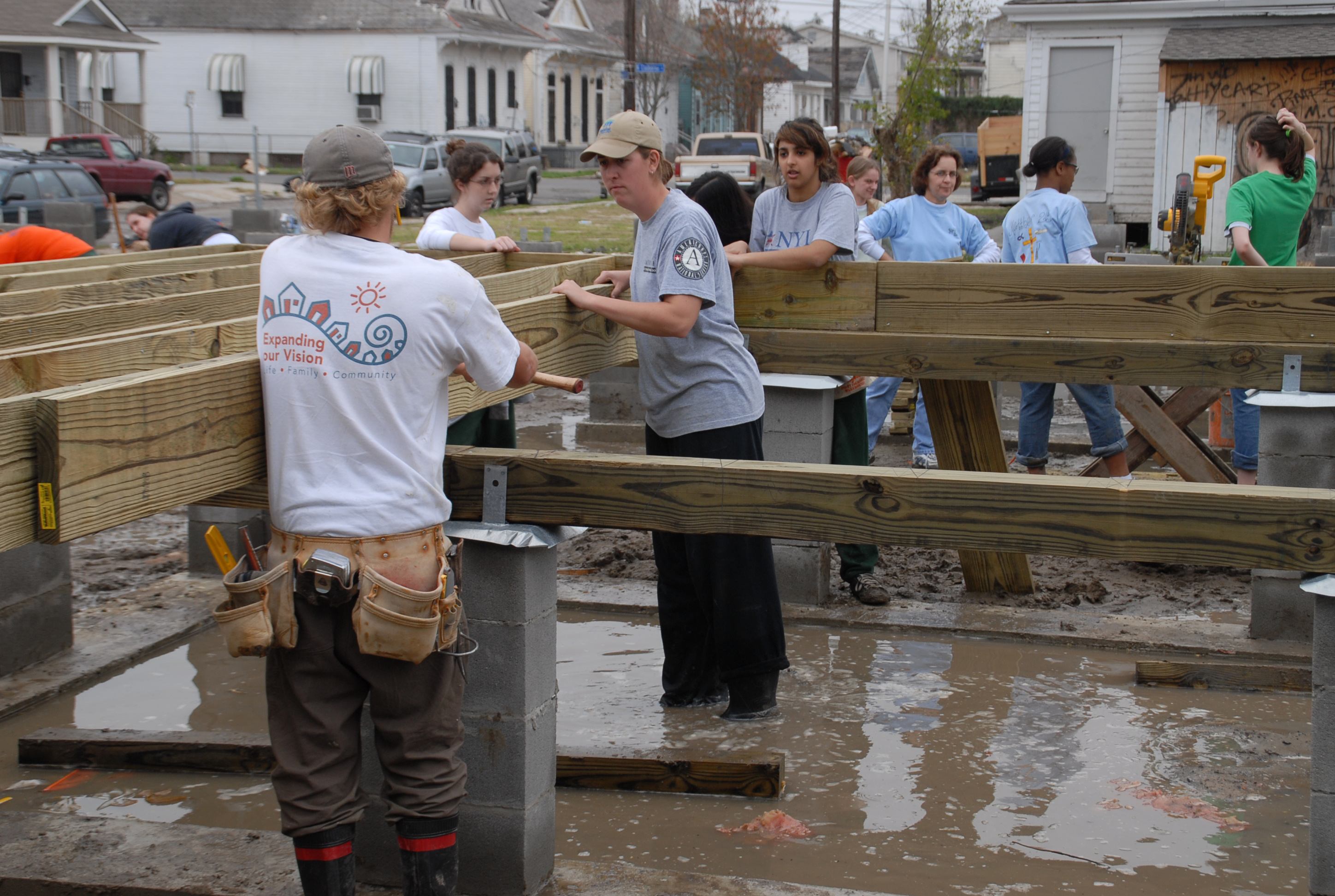
Voluntarios de AmeriCorps en Nueva Orleans, enero de 2006.

Fotografías satelitales de Nueva Orleans tomadas en marzo de 2004 y luego el 31 de agosto de 2005, después de la inundación sufrida por fallos de los diques.

El huracán Katrina devastó la ciudad de Nueva Orleans y su área metropolitana. La ciudad quedó anegada en un 80 % y sufrió importantes daños materiales y económicos. El 30 % de sus habitantes ya vivían por debajo del umbral de pobreza, pero el paso del huracán Katrina acrecentó estos índices, que cinco años después todavía no habían vuelto a los niveles anteriores a la catástrofe pese al esfuerzo de reconstrucción.
Junto a los esfuerzos por la rehabilitación de las viviendas, el principal esfuerzo para la reconstrucción de Nueva Orleans se centró en la reconstrucción de los diques, la cual comenzó en 2006 y terminó en 2012 y cuyo coste final fue de 14,5 millardos de dólares estadounidenses. Kevin G. Wagner, uno de los ingenieros responsables del proyecto, declaró que aunque se trataba de una obra que normalmente habría tardado décadas en llevarse a cabo, los plazos se habían acortado para que la ciudad pudiera estar protegida.
Este nuevo sistema de diques otorga una protección que hace frente a tormentas del tipo "una cada cien años", que fue el estándar autorizado por el Congreso. Sin embargo, diversas autoridades de Nueva Orleans consideraban esta protección insuficiente, ya que la ciudad ha hecho frente a varias tormentas más fuertes (de hecho el huracán Katrina es una tormenta del tipo "una de cada cuatrocientos años") y se ha previsto que esto vaya en aumento a causa del cambio climático. También se ha criticado que la reconstrucción de los distintos barrios se ha llevado a cabo a dos velocidades en función de la mayoría racial de cada barrio.
Por otro lado, cinco años después del desastre, se habían recuperado el 85 % de los empleos que había antes del Katrina y el turismo había vuelto a convertirse en un pilar de la economía de la zona. De hecho, durante los trabajos de reconstrucción y gracias a ellos, la economía de la ciudad vivió un importante crecimiento y la tasa de desempleo se encontró por debajo de la media nacional.

## Retirada del nombre
Como consecuencia de los importantes daños económicos, materiales y personales dejados a lo largo de la costa del golfo, el nombre "Katrina" fue oficialmente retirado de la lista por la Organización Meteorológica Mundial a petición del gobierno de Estados Unidos, de manera que nunca volverá a ser usado para designar un huracán del Atlántico norte. "Katia" fue el nombre elegido para reemplazarlo en la lista III de dicha nómina, que se usaría por primera vez en 2011.

## Registros
Katrina es el ciclón tropical más costoso jamás registrado, empatando con el huracán Harvey en la temporada de 2017. La tormenta fue el cuarto huracán atlántico más intenso registrado en tocar tierra en los Estados Unidos contiguos, detrás del huracán del Día del Trabajo de 1935, el huracán Camille en 1969, y Huracán Michael en 2018. Katrina también fue la undécima tormenta con nombre más temprana del Atlántico hasta que la Tormenta tropical Kyle la superó el 14 de agosto de 2020, superando a Katrina por 10 días, como fue nombrada el 24 de agosto de 2005.